# Geórgia
Geórgia (em georgiano: საქართველო, transl Sak'art'velo, pronunciado: [sɑkʰɑrtʰvɛlɔ] (escutarⓘ)) é um país transcontinental localizado na fronteira entre a Europa Oriental e a Ásia Ocidental. Limita-se com a Rússia a norte e a leste, a sul com a Turquia e a Arménia, a leste e a sul com o Azerbaijão e a oeste com o mar Negro. Sua capital é Tiblíssi, que também é sua maior cidade. O país é uma república unitária, semipresidencial, com o governo eleito através de uma democracia representativa. Seu território é de 69 700 km² e sua população, conforme estimativas de 2017, é de cerca de 3,718 milhões de habitantes. Mais de um quarto da população vive na região de Tiblíssi, com outras grandes cidades sendo Cutáissi, Batumi e Rustavi.
Durante a era clássica, reinos independentes estabeleceram-se no que hoje é a Geórgia. Os reinos da Cólquida e Ibéria, cujas orientações religiosas vinham do paganismo georgiano com posterior influência zoroastriana, adotaram o cristianismo no início do século IV. O Reino da Geórgia atingiu o auge de sua força política e econômica durante o reinado de Davi IV e Tamara I, nos séculos XI e XII. No início do século XIX, a Geórgia foi anexada pelo Império Russo. Depois de um breve período de independência, após a Revolução Russa de 1917, a Geórgia foi ocupada pela União Soviética em 1921, tornando-se a República Socialista Soviética Geórgia e parte da União Soviética. Após a independência, em 1991, a Geórgia pós-socialista sofria de distúrbios civis e de crise econômica na maior parte do século XX. Isso durou até a Revolução Rosa de 2003, depois que o novo governo introduziu reformas democráticas e econômicas.
Seu relevo se caracteriza por regiões muito montanhosas, abrigando a maior cordilheira do Cáucaso que serve como limite de fronteira com a Rússia. Na parte norte, há vários pontos que ultrapassam os 4 000 metros de altitude, no que é conhecido como Grande Cáucaso. A Geórgia possui uma cultura bastante peculiar, sendo o único Estado no mundo a ter a língua georgiana como oficial, a principal entre as cartevélicas. Os georgianos, etnicamente, não se encaixam em nenhuma das etnias predominantes da Europa ou Ásia, e eram chamados na Antiguidade de colcos ou iberos. A maior parte da população é adepta ao cristianismo ortodoxo, o qual é representado pela Igreja Ortodoxa Georgiana.
Possui duas regiões independentes de facto, a Abecásia e a Ossétia do Sul, que obtiveram reconhecimento internacional limitado após a Guerra Russo-Georgiana. O Estado, e grande parte da comunidade internacional, considera as regiões como parte integrante de seu território soberano, sob ocupação militar russa. A Geórgia é atualmente um membro do Conselho da Europa, da Organização de Cooperação Econômica do Mar Negro, da Organização para a Segurança e Cooperação na Europa (OSCE), e do Eurocontrol. A nação também aspira aderir à Organização do Tratado do Atlântico Norte (OTAN) e à União Europeia (UE).

## Etimologia
Os georgianos chamam-se a si mesmos de ქართველები (kartvelebi) e a sua língua de ქართული (kartuli). Estes termos derivam do nome de um lendário chefe pagão, Kartlos, de quem se diz ser o "pai" dos georgianos. A denominação estrangeira Geórgia, utilizada por grande parte das línguas do mundo, vem do grego γεωργ- (geōrg-), o que levou a acreditar que o nome derivaria do seu santo padroeiro, São Jorge, ou do termo grego para cultivar, γεωργία (gueōrguía).
O nome nativo é Sakartvelo (საქართველო; "terra dos kartvelebi"), derivado da região georgiana núcleo central de Cártlia, gravado a partir do século IX, e no uso prolongado referindo-se a todo o reino medieval da Geórgia por volta do século XIII. A autodesignação usada por pessoas de etnia georgiana é kartvelebi (ქართველები) As crônicas medievais georgianas apresentam um ancestral homônimo dos Kartvelebi, Kartlos, um bisneto de Jafé. O nome Sakartvelo (საქართველო) consiste em duas partes. Sua raiz, kartvel-i (ქართველ-ი), especifica um habitante da região georgiana centro-leste do núcleo de Cártlia, ou Ibéria, como é conhecido em fontes do Império Romano do Oriente.
Os Gregos antigos (Estrabão, Heródoto, Plutarco, Homero, etc.) e os Romanos (Tito Lívio, Tácito, etc.) referem-se aos Georgianos antigos ocidentais como colcos, e aos Georgianos orientais como Iberos (Iberoi em algumas fontes gregas). Na Antiguidade, os habitantes da Geórgia eram também denominados iberos, em razão do Reino da Ibéria, que muito confundia os geógrafos antigos, que pensavam que este termo só se aplicava aos habitantes da Península Ibérica.

## História

### Pré-história e Antiguidade
O território da atual Geórgia era habitado por Homo erectus desde o Paleolítico. As tribos proto-georgianas apareceram pela primeira vez na história escrita no século XII a.C. Os primeiros indícios de vinho foram encontrados até hoje na Geórgia, onde jarros de vinho datados de 8 000 anos foram descobertos. Achados arqueológicos e referências em fontes antigas revelam elementos de formações políticas e estaduais, caracterizados por uma avançada metalurgia e técnicas de ourivesaria que remontam ao século VII a.C. Na verdade, a prática da metalurgia na Geórgia iniciou-se durante o sexto milênio a.C., como uma forma de associação com a Cultura de Shulaveri-Shomu.

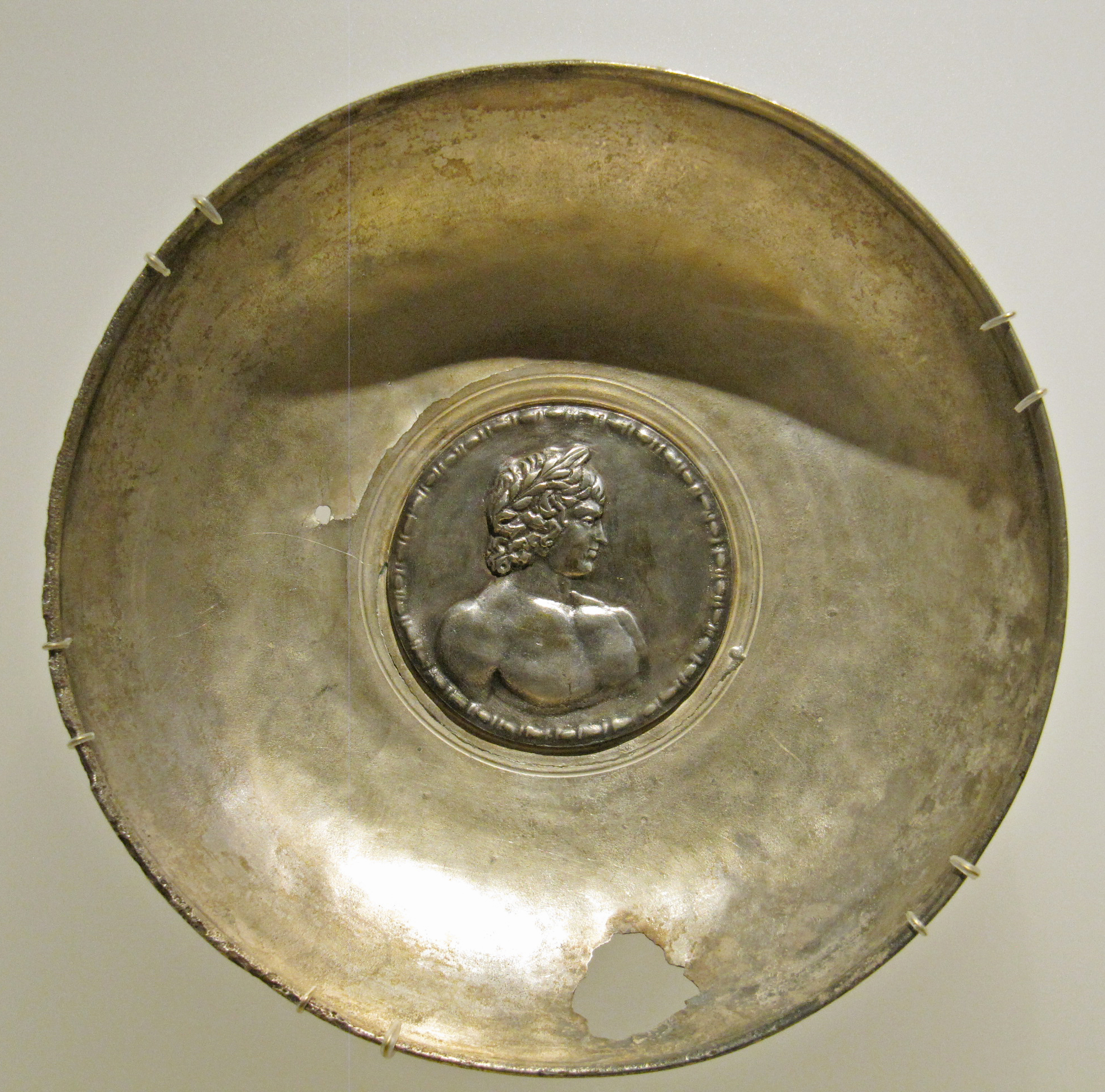
Uma pátera, que descreve Antínoo, desenterrada perto de Tiblíssi e exposta hoje no Museu Nacional da Geórgia

O primeiro povo conhecido da história da Geórgia são os Diauehi (século XXIII a.C.). Muitos séculos depois surgem os primeiros Estados da região: Cólquida (século VII a.C.), Sispiritis (século VII a.C.) e Ibéria (século VI a.C.). No século IV a.C., um reino unificado da Geórgia - um exemplo precoce da avançada organização estatal sob um rei e uma hierarquia aristocrática – foi estabelecido.
Na mitologia grega, Cólquida era o local do Velocino de Ouro procurado por Jasão e os Argonautas em Apolônio de Rodes, no conto épico Argonáutica. A incorporação do Velocino de Ouro no mito pode ter derivado da prática local de utilização de lã para peneirar pó de ouro dos rios. Conhecido por seus nativos como Egrissi ou Lázica, Cólquida também foi o campo de batalha da Guerra Lázica, travada entre o Império Bizantino e o Império Sassânida da Pérsia.
Depois que o Império Romano completou sua breve conquista da região do Cáucaso, sobre seu arquirrival, o Império Parta, os reinos da Geórgia foram, de forma intermitente, aliados dos romanos por quase 400 anos. Desde o século I, o culto de Mitra, crenças pagãs e o zoroastrismo eram comumente praticados na Geórgia. Em 337, o rei Meribanes III (r. 284–361) declarou o cristianismo como religião oficial do Estado, dando um grande estímulo para o desenvolvimento da literatura, artes, e, finalmente, resultando numa significativa ação na formação da nação georgiana unificada.
A aceitação do cristianismo por parte do rei Meribanes efetivamente mostrou a forte influência do reino vizinho sobre a Geórgia, perdurando por quase um milênio, determinando muito do seu presente e de sua identidade cultural. A aceitação levou ao declínio do zoroastrismo, embora de forma lenta, que até o século V, parece ter se tornado algo como uma segunda religião estabelecida na Ibéria (Geórgia Oriental), e foi amplamente praticada lá.

### Idade Média e Idade Moderna

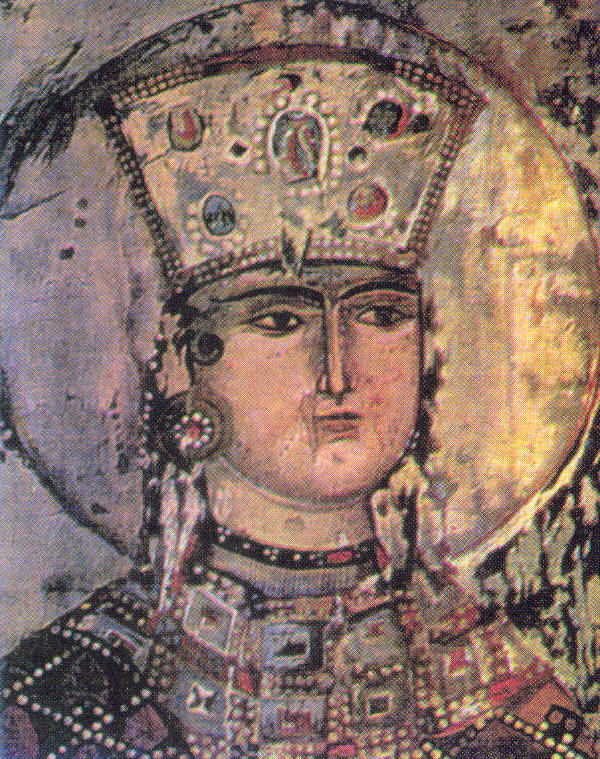
Rainha Tamara (1160-1213), a primeira mulher a governar a Geórgia em seu próprio direito, presidiu a Idade de Ouro na monarquia georgiana medieval

Os primeiros reinos desintegraram-se em várias regiões feudais por volta dos primeiros anos da Idade Média. Isso facilitou a conquista dos árabes da maior parte do território oriental georgiano no século VII. A partir deste período ao século X, a Geórgia estava envolta na influência e domínio do Império Cazar. As várias regiões independentes não se uniram em um único reino até o início do século XI.
Embora os árabes tenham capturado a cidade capital de Tiblíssi em 645, Ibéria manteve considerável independência sob governantes árabes locais. O príncipe Asócio I - também conhecido como Asócio Curopalata - tornou-se o primeiro integrante da Dinastia Bagrationi a governar o reino. A dinastia manteve seu reinado por um período de quase mil anos, durante o qual o Bagrationi, como a casa nobre era conhecida, governou boa parte do território que hoje é a república da Geórgia. Pancrácio III uniu a Geórgia Ocidental e Oriental.
O Reino da Geórgia atingiu o seu apogeu no início do século XII. Este período, durante os reinados de David IV (também chamado David Builder) e sua neta Tamara, tem sido amplamente denominado como a Idade de Ouro da Geórgia ou da Renascença georgiana. Este início do renascimento georgiano, que precedeu o seu análogo da Europa Ocidental, foi caracterizado por vitórias militares impressionantes, expansão territorial e um renascimento cultural em arquitetura, literatura, filosofia e as ciências. A Idade de Ouro georgiana deixou um legado de grandes catedrais, poesias românticas e literatura, e o poema épico "O Cavaleiro na Pele de Pantera".
David IV iniciou a Idade de Ouro da Geórgia enfrentando a Grande Invasão Turca, promovida pelos turcos seljúcidas. Sob seu comando, o reino venceu a Batalha de Didgori, em 1121, garantindo a expansão da influência cultural e política da Geórgia em direção ao sul e o leste, da Arménia ao Mar Cáspio.
O reinado de Tamara, a primeira governante feminina da Geórgia, é considerado o mais bem sucedido na história do país. Ela foi proclamada como herdeira aparente e co-governante pelo seu pai, Jorge III, em 1178, mas enfrentou uma significativa oposição da aristocracia devido a sua ascensão e total controle do poder, após a morte de seu pai. Entretanto, Tamara conseguiu neutralizar a oposição e embarcou em uma série de viagens para promover uma política externa energética, ajudada pela queda dos poderes rivais dos Seljúcidas e Bizantinos. Apoiada por uma poderosa elite militar, Tamara foi capaz de dar continuidade à expansão do reino, consolidando um império que dominou o Cáucaso e se estendeu por grande parte do atual Azerbaijão, Armênia e Turquia oriental, bem como partes do norte do Irã, até o seu colapso sob os ataques mongóis, ocorrido somente duas décadas após sua morte, em 1213.

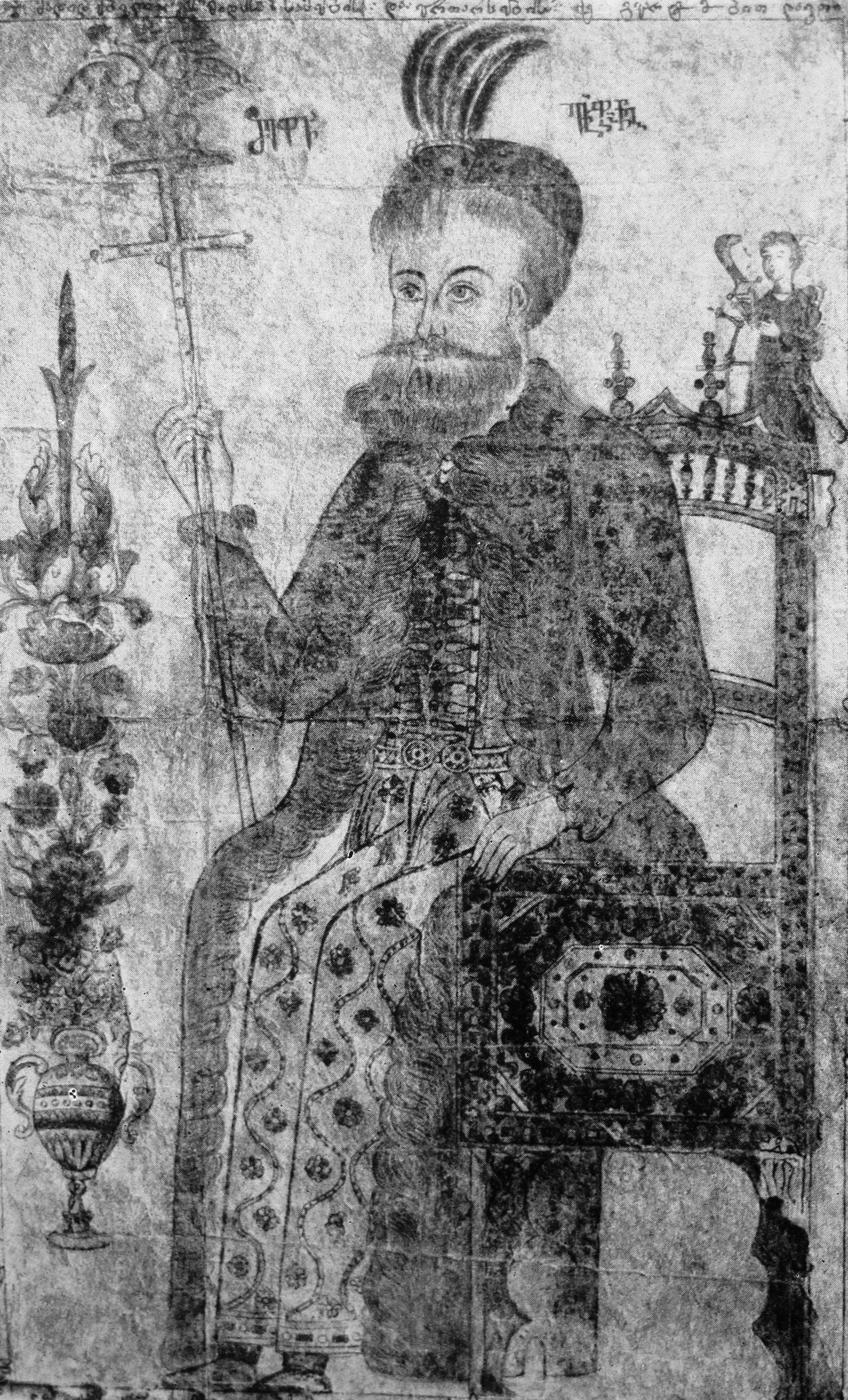
Vactangue VI, rei da Geórgia, foi o mais proeminente teórico e jurista do país

O renascimento do Reino da Geórgia foi adiado depois que Tiblíssi foi capturada e destruída pelo Império Corásmio, liderados por Jalaladim Mingueburnu (r. 1220–1231), em 1226. Os mongóis foram expulsos por Jorge V, filho de Demétrio II, que foi nomeado "Brilhante" por seu papel na restauração da antiga força do país e da cultura cristã. Jorge V foi o último grande rei do estado da Geórgia unificada. Após sua morte, diferentes governantes locais lutaram pela sua independência do controle georgiano central, até a total desintegração do reino no século XV. A Geórgia foi ainda mais enfraquecida por várias invasões desastrosas de Tamerlão, entre 1386 e 1403. Outras invasões também se sucederam, principalmente por parte das federações tribais do Cordeiro Branco e Cordeiro Negro, que constantemente invadiam as províncias do sul georgiano. Como resultado, o Reino da Geórgia entrou em colapso por volta de 1466, fragmentando-se em três reinos independentes e cinco principados semi-independentes. Grandes impérios vizinhos, posteriormente, exploraram a divisão interna do país enfraquecido, e do início do século XVI até o início do XIX, os Safávidas, afexáridas e a dinastia Cajar, do Irã, juntamente com a Turquia otomana, subjugaram as regiões leste e oeste da Geórgia, respectivamente.
Os governantes das regiões que permaneciam parcialmente autônomas organizavam rebeliões em diversas ocasiões. No entanto, as invasões iranianas e otomanas subsequentes enfraqueceram ainda mais reinos e regiões locais. Como resultado de guerras incessantes e deportações, a população da Geórgia diminuiu para 250 000 habitantes, no final do século XVIII. A Geórgia Oriental, composta pelas regiões de Caquécia e Ibéria, tinha estado sob a suserania iraniana desde 1555 na sequência da Paz de Amásia, assinada com a vizinha, Turquia otomana.
Desde pelo menos meados do século XV, os governantes de ambos os reinos da Geórgia Ocidental e Oriental procuravam repetidamente ajuda das potências da Europa Ocidental sem sucesso. Um episódio notável deste tipo de esforço foi liderado no início do século XVIII por um diplomata georgiano chamado Sulkhan-Saba Orbeliani, que foi enviado por seu ex-aluno, o rei Vactangue VI de Cártlia, à França e aos Estados Papais, a fim de negociar assistência à Geórgia. Orbeliani foi bem recebido pelo rei francês Luís XIV e pelo Papa Clemente XI, mas nenhuma assistência tangível poderia ser assegurada. A falta de ajuda ocidental não só deixou a Georgia impressionada, mas selou o destino pessoais de Orbeliani e o rei Vactangue: empurrados pelo invasor exército otomano, ambos foram forçados a aceitar a oferta de proteção de Pedro, o Grande e escaparam para o Império Russo, de onde nunca mais voltaram. A história da missão diplomática de Orbeliani à França tornar-se-ia um símbolo de como o Ocidente ignorou os apelos da Geórgia por sua proteção.
Com a morte de Nader Xá, em 1747, dois grandes reinos da Geórgia Oriental conseguiram se libertar do controle iraniano e foram reunificados com o nome de Cártlia-Caquécia, sob o reinado de Heráclio II, em 1762. Ele estabilizou a Geórgia Oriental e foi capaz de garantir a sua autonomia durante todo o período de ascensão do Estado iraniano de Zand.

### Domínio do Império Russo
Em 1783, a Rússia e o Reino de Cártlia-Caquécia, no leste da Geórgia, assinaram o Tratado de Georgievsk, que reconhecia o vínculo da Ortodoxia Oriental entre o povo russo e georgiano e prometia proteção especial à Geórgia oriental contra as novas tentativas iranianas de recuperar a Geórgia, ou ainda, de tentativas de invasões por outros agressores.
No entanto, apesar deste compromisso em defender a Geórgia, a Rússia não lhe ofereceu nenhum auxílio quando os iranianos invadiram o território em 1795, capturando e saqueando Tiblíssi enquanto massacrava seus habitantes, como uma tentativa do novo herdeiro do trono iraniano em reafirmar a hegemonia do Irã sobre a Geórgia. Apesar de uma campanha punitiva lançada posteriormente contra o Irã, em 1796, esse período culminou com a violação russa do Tratado de Georgievsk e a anexação do leste da Geórgia, seguida pela autocefalia da Igreja Ortodoxa Georgiana. Pyotr Bagration, um dos descendentes da casa de Bagrationi, viria a se juntar ao exército russo e subir para ser um general pelas guerras napoleônicas.
Em 22 de dezembro de 1800, o czar Paulo I, no alegado pedido do rei Jorge XII, assinou a proclamação sobre a incorporação da Geórgia (Ibéria-Caquécia) dentro do Império Russo, que foi finalizado por um decreto em 8 de janeiro de 1801, e confirmado pelo czar Alexandre I em 12 de setembro do mesmo ano. O enviado georgiano à São Petersburgo reagiu com uma nota de protesto, que foi apresentada ao vice-chanceler russo, o príncipe Kurakin. Em maio de 1801, sob a supervisão do general Carl Heinrich von Knorring, a Rússia Imperial transferiu o poder no leste da Geórgia ao governo liderado pelo general Ivan Petrovich Lazarev. A nobreza georgiana não aceitou o decreto até que, em 12 de abril de 1802, o general Knorring obrigou boa parte da nobreza a subir à Catedral Sioni de Tiblíssi e os forçou a fazer um juramento sobre a coroa imperial da Rússia. Aqueles que discordaram foram presos temporariamente.
No verão de 1805, as tropas russas no rio Askerani, perto de Zagam, derrotaram o exército iraniano durante a Guerra Russo-Persa, salvando Tiblíssi de uma reconquista e tornando-a oficialmente parte dos territórios imperiais. A suserania russa sobre o leste da Geórgia foi oficialmente finalizada com o Irã em 1813, na sequência do Tratado de Gulistan. Após a anexação da Geórgia Oriental, a Geórgia Ocidental, com o reino de Imerícia, foi anexada pelo czar Alexandre I. O último rei imerécio, Salomão II, morreu no exílio em 1815. A partir de 1803-1878, como resultado de inúmeras guerras russas – dessa vez contra a Turquia otomana – vários dos territórios anteriormente perdidos da Geórgia – como Ajária – foram recuperados, e também incorporados ao império. O Principado de Gúria foi abolido e incorporada ao Império em 1828, e o de Mingrélia em 1857. A região de Suanécia foi gradualmente anexada entre 1857 e 1859.

### Declaração de independência e incorporação à União Soviética

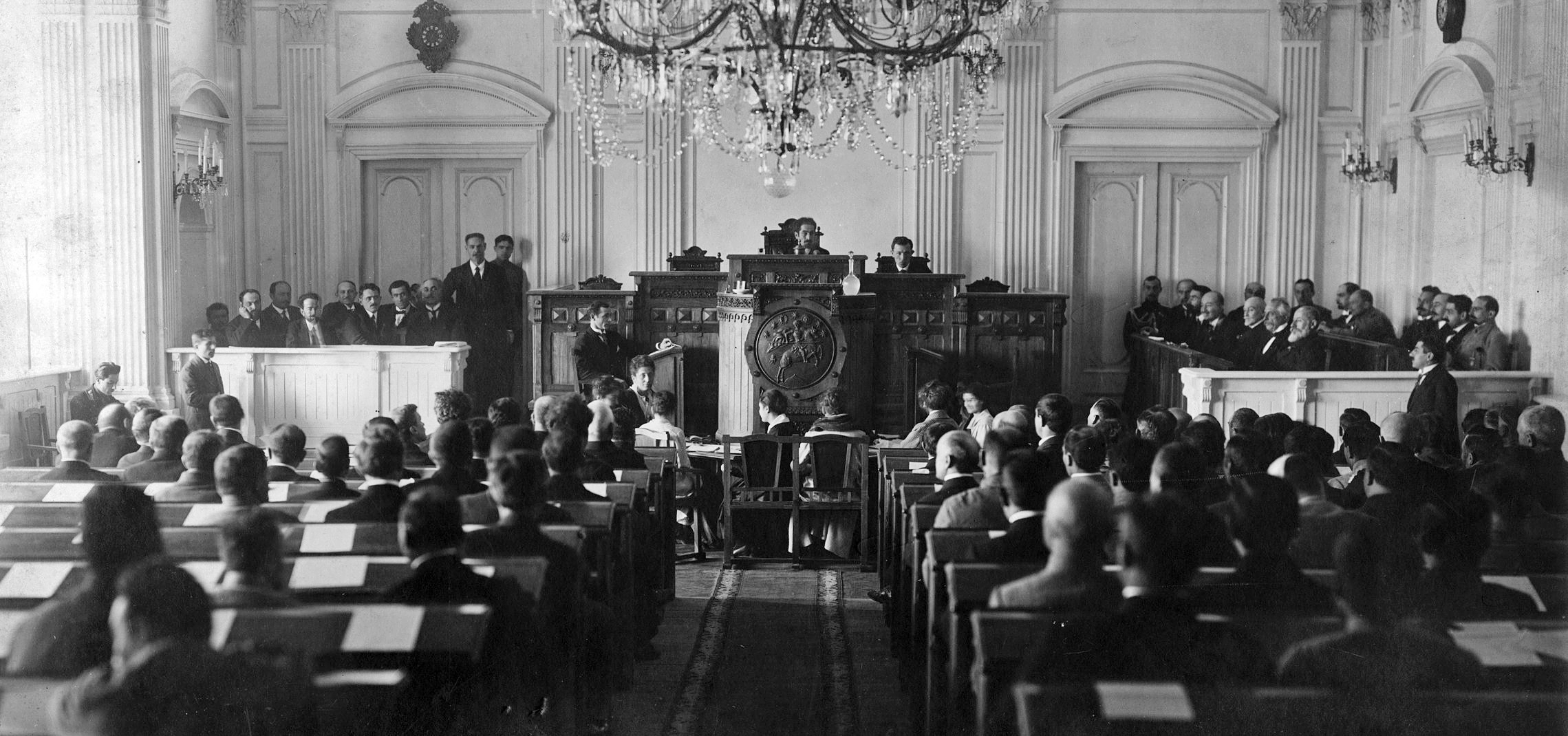
Declaração de independência pelo parlamento georgiano de 1918

Após a Revolução Russa de 1917, a Geórgia declarou sua independência em 26 de maio de 1918, no meio da Guerra Civil Russa. O Partido Social-Democrata, de caráter menchevique, venceu as eleições parlamentares. Seu líder, Noi Jordania, tornou-se primeiro-ministro. Apesar da aquisição Soviética, Noi Jordania foi reconhecido como o legítimo chefe do governo da Geórgia pela França, Reino Unido, Bélgica e Polônia durante os anos 1930.
Ainda em 1918, eclodiu a Guerra Georgiano-Armênia, em partes das províncias georgianas povoadas principalmente por armênios. A guerra findou por causa da intervenção britânica. Entre 1918 e 1919, o general georgiano Giorgi Mazniashvili liderou um ataque contra o Exército Branco liderado por Moiseev e Denikin, a fim de reivindicar a costa do Mar Negro de Tuapse para Sochi e Adler, com a intenção de anexar a região aos limites da independência da Geórgia. A independência do país não durou muito tempo, e a Geórgia passou a vigorar sob proteção britânica até 1920.

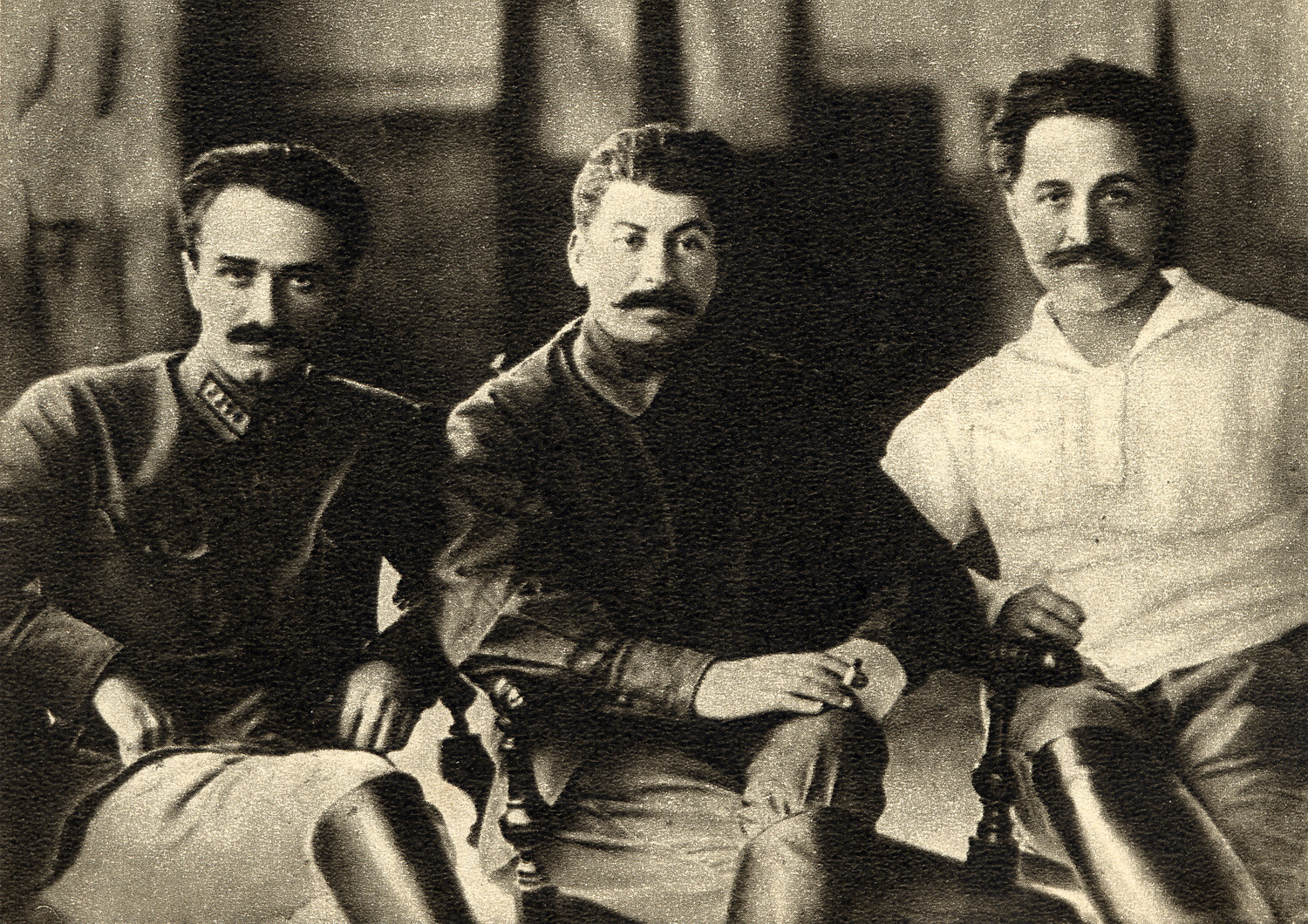
O armênio Anastas Mikoyan e os georgianos Joseph Stalin e Sergo Ordzhonikidze em Tiblíssi em 1925

Em fevereiro de 1921, a Geórgia foi atacada pelo Exército Vermelho. O exército georgiano foi derrotado e o governo social-democrata fugiu do país. Em 25 de fevereiro de 1921, o Exército Vermelho entrou em Tiblíssi e instalou um governo comunista leal a Moscou, liderado pelo georgiano bolchevique Filipp Makharadze. No entanto, restava uma oposição significativa para os bolcheviques, e isso culminou na Revolta de Agosto de 1924. O regime soviético foi firmemente estabelecido somente após esta revolta ser reprimida. Assim, a Geórgia foi incorporada na RSFS Transcaucasiana, que uniu Geórgia, Arménia e Azerbaijão. Mais tarde, em 1936, o RSFS foi desagregado em seus elementos componentes e a Geórgia tornou-se a República Socialista Soviética da Geórgia.
Josef Stalin, um georgiano étnico nascido Ioseb Besarionis Dze Jugashvili (em georgiano: იოსებ ბესარიონის ძე ჯუღაშვილი) em Gori, foi destaque entre os bolcheviques. Stalin estava a subir para a posição mais alta, dirigindo a União Soviética a partir de 3 de abril de 1922 até sua morte, em 5 de março de 1953. De 1941 a 1945, durante a Segunda Guerra Mundial, quase 700 000 georgianos lutaram no Exército Vermelho contra a Alemanha nazista. Havia também alguns que lutaram no lado alemão. Cerca de 350 mil georgianos morreram nos campos de batalha da Frente Oriental.
Em 9 de abril de 1989, uma manifestação pacífica em Tiblíssi terminou com várias pessoas sendo mortas por tropas soviéticas. Antes das eleições de outubro de 1990 para a Assembleia Nacional, o Umaghlesi Sabcho (Conselho Supremo) - as primeiras eleições na URSS realizadas em uma base formal multipartidária  – o cenário político foi remodelado novamente. Enquanto os grupos mais radicais boicotaram as eleições e convocaram um fórum alternativo (o Congresso Nacional) com suposto apoio de Moscou, outra parte da oposição anticomunista uniu-se em torno dos antigos dissidentes, como Merab Kostava e Zviad Gamsakhurdia. Este último ganhou as eleições por uma margem clara, com 155 dos 250 assentos parlamentares, enquanto o Partido Comunista (PC) recebeu apenas 64 assentos. Todas as outras partes não conseguiram superar o limiar de 5 por cento e foram assim distribuídas unicamente alguns lugares do círculo eleitoral uninominais.

### Restauração da independência
Em 9 de abril de 1991, pouco antes do colapso da União Soviética, a Geórgia declarou sua independência. A iniciativa foi feita depois de um referendo realizado em 31 de março de 1991, sendo protagonizada pelo Conselho Supremo da Geórgia. Em 26 de maio de 1991, Zviad Gamsakhurdia foi eleito o primeiro presidente da Geórgia independente, com propostas de cunho nacionalista e prometendo fazer valer a autoridade de Tiblíssi sobre regiões como a Abecásia e Ossétia do Sul, que tinham sido classificadas como oblasts autônomos sob a União Soviética. Ele logo foi deposto em um sangrento golpe de Estado, a partir de 22 de dezembro de 1991 a 6 de janeiro de 1992. O golpe foi instigado por parte dos guardas nacionais e uma organização paramilitar chamada "Mkhedrioni" ("cavaleiros"). O país tornou-se envolvido em uma amarga guerra civil, que durou até cerca de 1995. Eduard Shevardnadze, Ministro dos Negócios Estrangeiros Soviéticos entre 1985-1991, voltou à Geórgia em 1992 e juntou-se aos líderes do golpe - Tengiz Kitovani e Jaba Ioseliani - um triunvirato que ficou conhecido como "O Conselho de Estado".

Guerra Civil na Geórgia, em 1993

Disputas dentro de duas regiões da Geórgia, Abecásia e Ossétia do Sul, entre os separatistas locais e as populações de maioria georgiana, acabaram em violência e guerras inter-étnicas generalizadas. Apoiada pela Rússia, a Abecásia e a Ossétia do Sul alcançaram de facto a independência, com a Geórgia mantendo o controle apenas em pequenas áreas dos territórios disputados. Em 1995, Shevardnadze foi oficialmente eleito como presidente da Geórgia.
Cerca de 230 000 a 250 000 georgianos foram massacrados ou expulsos da Abecásia por separatistas e voluntários do Norte do Cáucaso (incluindo chechenos), entre 1992 e 1993. Cerca de 23 mil georgianos fugiram da Ossétia do Sul, bem como muitas famílias da Ossétia foram forçadas a abandonar suas casas na região de Borjomi e seguirem rumo à Rússia.

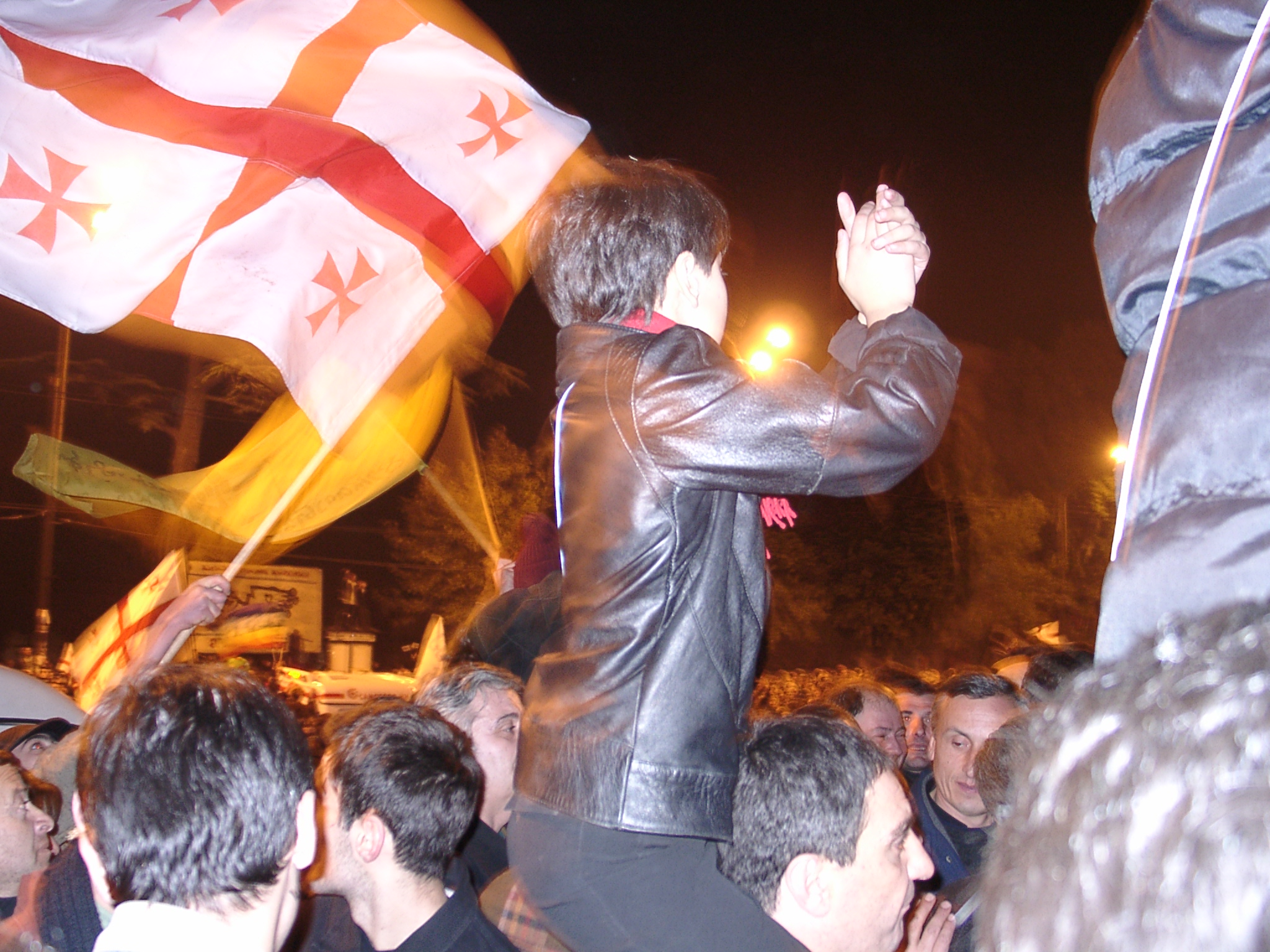
A Revolução Rosa, em 2003

Shevardnadze foi reeleito em 2000. Entretanto, em 2003, foi deposto pela Revolução Rosa, depois da oposição georgiana e monitores internacionais afirmarem que houve fraude nas eleições legislativas de 2 de novembro. A revolução foi liderada por Mikheil Saakashvili, Zurab Zhvania e Nino Burjanadze, ex-membros e líderes do partido no poder de Shevardnadze. Mikhail Saakashvili foi eleito presidente da Geórgia em 2004.
Após a Revolução Rosa, uma série de reformas foram lançadas para reforçar as capacidades militares e econômicas do país. Os esforços do novo governo para reafirmar a autoridade da Geórgia na República Autônoma de Ajária, no sudoeste do país, levou a uma grande crise no início de 2004. O sucesso na iniciativa do governo, em Ajária, encorajou Saakashvili a intensificar seus esforços na região separatista da Ossétia do Sul, mas sem sucesso.
Esses eventos, juntamente com acusações de envolvimento georgiano na segunda guerra chechena, resultaram em uma grave deterioração de relações com a Rússia, alimentada também pela assistência aberta da Rússia e apoio para as duas áreas separatistas, Abecásia e Ossétia do Sul. Apesar destas relações cada vez mais difíceis, em maio de 2005 a Geórgia e a Rússia chegaram a um acordo bilateral, através do qual bases militares russas (que datavam da era soviética) em Batumi e Akhalkalaki foram retiradas. A Rússia retirou todo o pessoal e equipamentos destes locais, finalizando o processo em dezembro de 2007. No entanto, a base militar russa em Gudauta, na Abecásia, não foi retirada, ocorrendo a desocupação apenas após a adoção e homologação do Tratado Adaptado das Forças Armadas Convencionais na Europa, durante a Cimeira de Istambul de 1999.

### Guerra Russo-Georgiana
As tensões entre a Geórgia e a Rússia se intensificaram em abril de 2008. Os separatistas da Ossétia do Sul cometeram o primeiro ato de violência, ao explodirem um veículo militar georgiano em 1 de agosto de 2008. A explosão feriu cinco soldados de paz da Geórgia. Em resposta, snipers georgianos agrediram os milicianos da Ossétia do Sul durante a noite. Os separatistas ossetas passaram a bombardear aldeias georgianas em meados de agosto, com uma resposta esporádica das forças de paz da Geórgia e outras tropas na região. Incidentes graves ocorreram na semana seguinte após os ataques da Ossétia contra aldeias georgianas e posições na Ossétia do Sul.

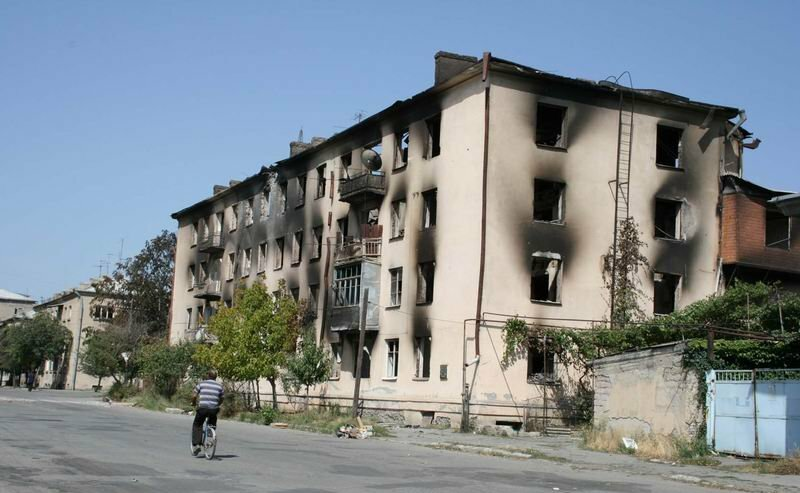
Tskhinvali, 18 de agosto de 2008

Em 7 de agosto de 2008, o então presidente da Geórgia, Mikheil Saakashvili anunciou um cessar-fogo unilateral por parte da Geórgia. No entanto, os separatistas da Ossétia intensificaram seus ataques contra aldeias georgianas situadas na zona de conflito da Ossétia do Sul. Tropas georgianas abriram fogo e avançaram em direção à capital da auto-proclamada República da Ossétia do Sul, Tskhinvali, durante o período noturno de 8 de agosto. Com a notável situação e o aumento da instabilidade entre Geórgia e Ossétia do Sul, a Rússia invadiu a região osseta, ocupando-a com tropas militares. De acordo com a inteligência da Geórgia e vários relatos da mídia russa, o Exército russo já havia se mudado para o território da Ossétia do Sul através do túnel de Roki, antes da operação militar georgiana.

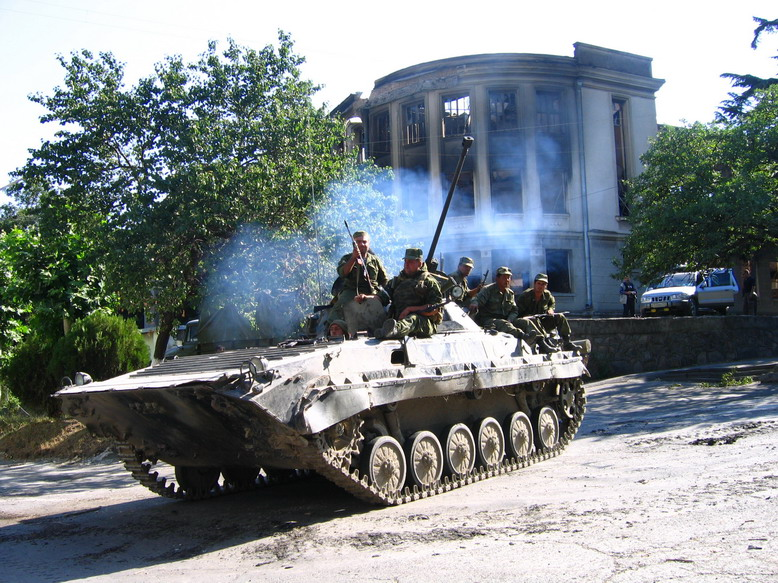
Militares russos na Ossétia do Sul durante a guerra da Geórgia contra a Rússia

O centro de Tskhinvali foi ocupado por 1 500 homens das forças terrestres da Geórgia na manhã do dia 8 de agosto de 2008. Em entrevista ao Kommersant, jornal russo, um diplomata georgiano afirmou que "assumir o controle de Tskhinvali era uma demonstração de que a Geórgia não toleraria a matança de seus cidadãos". A Rússia passou a acusar a Geórgia de "agressão contra a Ossétia do Sul", iniciando uma invasão em larga escala da Geórgia sob a alegação de operação de paz. Militares russos recuperaram o controle de Tskhinvali em cinco dias, expulsando as tropas da Geórgia e lançando ataques aéreos contra a infraestrutura militar do país. As forças da Abecásia abriram uma segunda frente de ataque, no que ficou conhecido como Batalha do vale Kodori, enquanto a Rússia ocupava as cidades georgianas de Zugdidi, Senaki, Poti e Gori (a última após a negociação do cessar-fogo). A costa da Geórgia também foi bloqueada pela Frota do Mar Negro. Durante e depois da guerra, as forças da Ossétia do Sul e da milícia irregular realizaram uma campanha de limpeza étnica contra os georgianos na Ossétia do Sul, com aldeias georgianas em torno de Tskhinvali sendo destruídas. A guerra deslocou cerca de 192 mil pessoas.
Um acordo de cessar-fogo entre a Geórgia, Rússia, Ossétia do Sul e Abecásia foi negociado em 12 de agosto de 2008, tendo a França como mediadora. Em 17 de agosto, os russos retiraram suas tropas da Geórgia e, em 8 de outubro, deixaram as zonas-tampão adjacentes à Abecásia e Ossétia do Sul, com o controle sobre estas transferido para a Missão de Observação da União Europeia na Geórgia.
A Rússia reconheceu a Abecásia e a Ossétia do Sul como repúblicas independentes em 26 de agosto de 2008. Em resposta à ação da Rússia, o governo georgiano rompeu as relações diplomáticas com o país. Desde a guerra, a Geórgia mantém sua posição de que a Abecásia e a Ossétia do Sul são territórios georgianos ocupados pela Rússia.

## Geografia

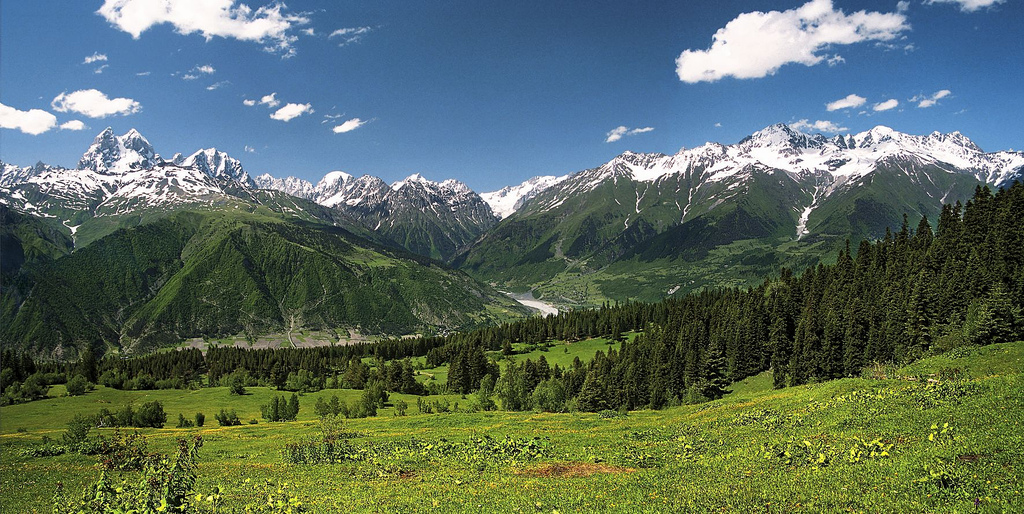
Suanécia, uma região histórica no noroeste da Geórgia

A Geórgia está situada no Sul do Cáucaso, entre as latitudes 41° e 44° N e longitudes 40° e 47° E, ocupando uma área de 69 700 km². É um país muito montanhoso, sendo que a faixa Likhi divide o país em duas metades orientais e ocidentais. Historicamente, a porção ocidental da Geórgia era conhecida como Cólquida, enquanto o planalto oriental foi chamado Ibéria. Por causa de uma configuração geográfica complexa, montanhas também isolam a região norte do Suanécia do restante da nação.
A maior cordilheira do Cáucaso forma a fronteira norte da Geórgia As principais estradas que atravessam a cordilheira adentram no território russo através do túnel Roki, entre a Ibéria Interior, a Ossétia do Norte e o Darial Gorge (na região georgiana da Khevi). O túnel Roki é a única rota direta através das montanhas do Cáucaso. A parte sul do país é delimitada pelas montanhas do Cáucaso Menor. O Grande Cáucaso é muito maior na elevação do que as montanhas do Cáucaso Menores, com os picos mais altos subindo mais de 5 000 metros acima do nível do mar.
O ponto mais alto da Geórgia é a montanha Chkhara, na fronteira com a Rússia, com 5 201 metros de altitude, sendo também o terceiro maior ponto culminante da Europa. O segundo ponto mais alto é o Monte Janga (Dzhangi-Tau), com 5 059 metros acima do nível do mar. Outros picos proeminentes incluem o Monte Kazbek (5 047 metros), Shota Rustaveli (4 860 metros), Tetnuldi (4 858 metros) e Monte Ushba e Ailama, com 4 700 metros e 4 547 metros, respectivamente. Fora dos picos acima mencionados, apenas Kazbek é de origem vulcânica. A região entre Kazbek e Shkhara (uma distância de cerca de 200 quilômetros ao longo do Cáucaso principal Range) é dominado por numerosas regiões glaciares. Das 2 100 geleiras que existem no Cáucaso, hoje, cerca de 30% estão localizados no interior da Geórgia.
O termo "montanhas menores do Cáucaso" é frequentemente usado para descrever as áreas montanhosas da Geórgia, que estão ligadas à Cordilheira do Cáucaso pelo Likhi. A área pode ser dividida em duas sub-regiões distintas; montanhas do Cáucaso Lesser, que correm paralelas à Gama, e a região vulcânica do sudeste, que fica imediatamente ao sul das montanhas do Cáucaso menores.
A região global pode ser caracterizada como sendo composta por várias montanhas (em grande parte de origem vulcânica) e planaltos que não excedem os 3 400 metros de altitude. Entre as características proeminentes da área incluem o planalto de origem vulcânica Javaquécia, lagos, rios e fontes termais. Dois grandes rios na Geórgia são o Rioni e o Cura (também chamado de Mtkvari). A Georgia também possui áreas geológicas jovens e instáveis, com alta atividade sísmica, e experimentou alguns terremotos significativos ao longo de sua história.

### Relevo

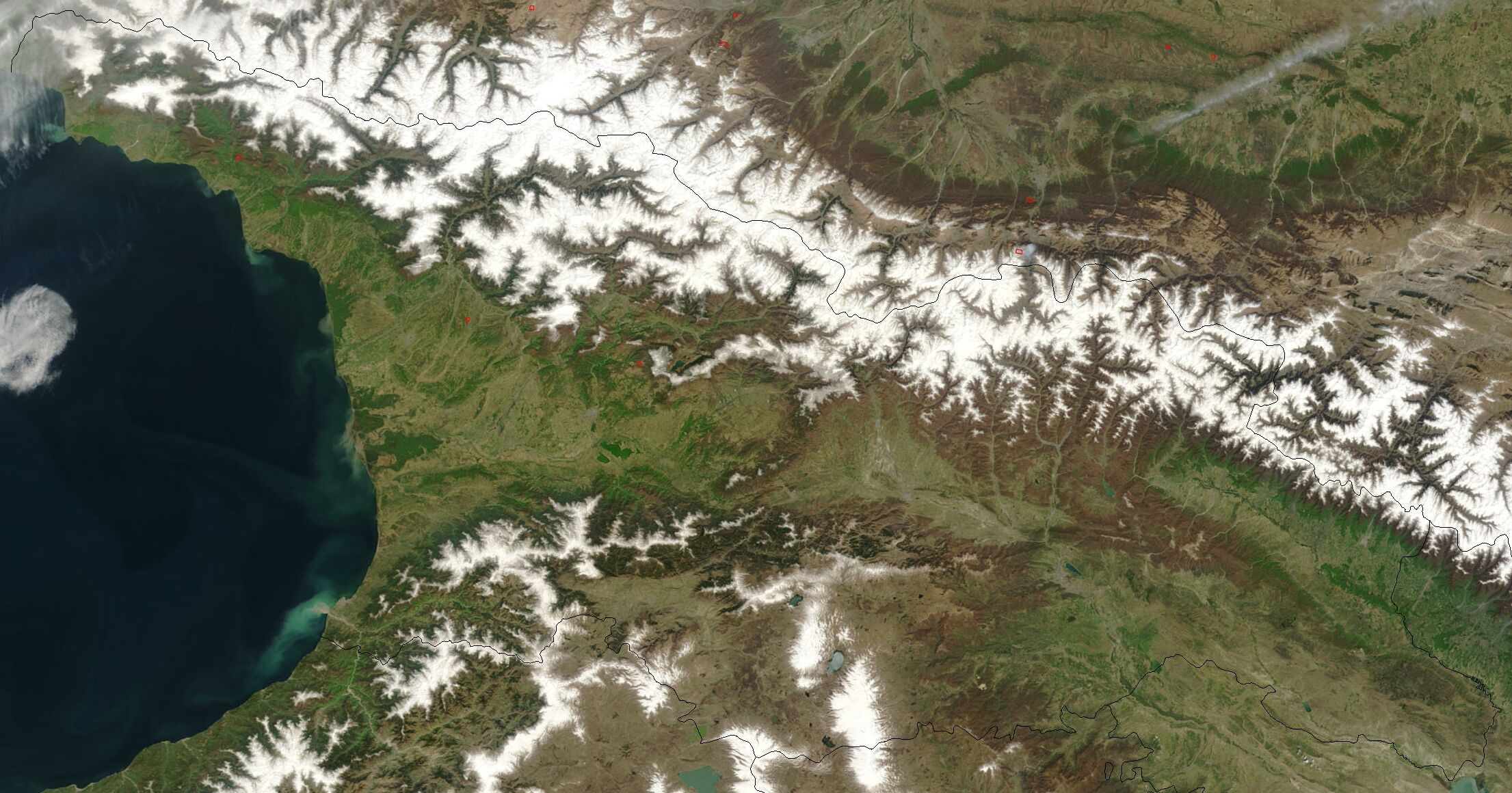
Vista de satélite da Geórgia

A paisagem dentro do país é bastante variada. Na parte ocidental, predominam áreas de planícies, na qual se incluem pântanos e florestas. A parte oriental do país contém um pequeno segmento de planícies semi-áridas. As florestas cobrem cerca de 40% do território da Geórgia, enquanto zonas temperadas são responsáveis por cerca de 10% da área geográfica.
Grande parte do habitat natural nas áreas de baixa altitude do oeste da Geórgia desapareceu durante os últimos 100 anos, devido principalmente ao desenvolvimento agrícola das terras e urbanização. A grande maioria das florestas que cobriam a planície Cólquida estão agora praticamente inexistentes, com exceção das regiões que estão incluídas nos parques nacionais e reservas. Atualmente, a cobertura florestal permanece fora das áreas baixas e está localizada principalmente ao longo dos montes e montanhas. Florestas do oeste da Geórgia consistem principalmente de árvores de folha caduca abaixo de 600 metros acima do nível do mar.
Algumas áreas da Faixa da Mesquécia, em Ajária, bem como vários locais em Mingrélia e da Abecásia são cobertas por florestas temperadas, com árvores entre 600 e 1 000 metros acima do nível do mar. Geleiras e zonas glaciares encontram-se acima de 3 000 metros.

### Clima

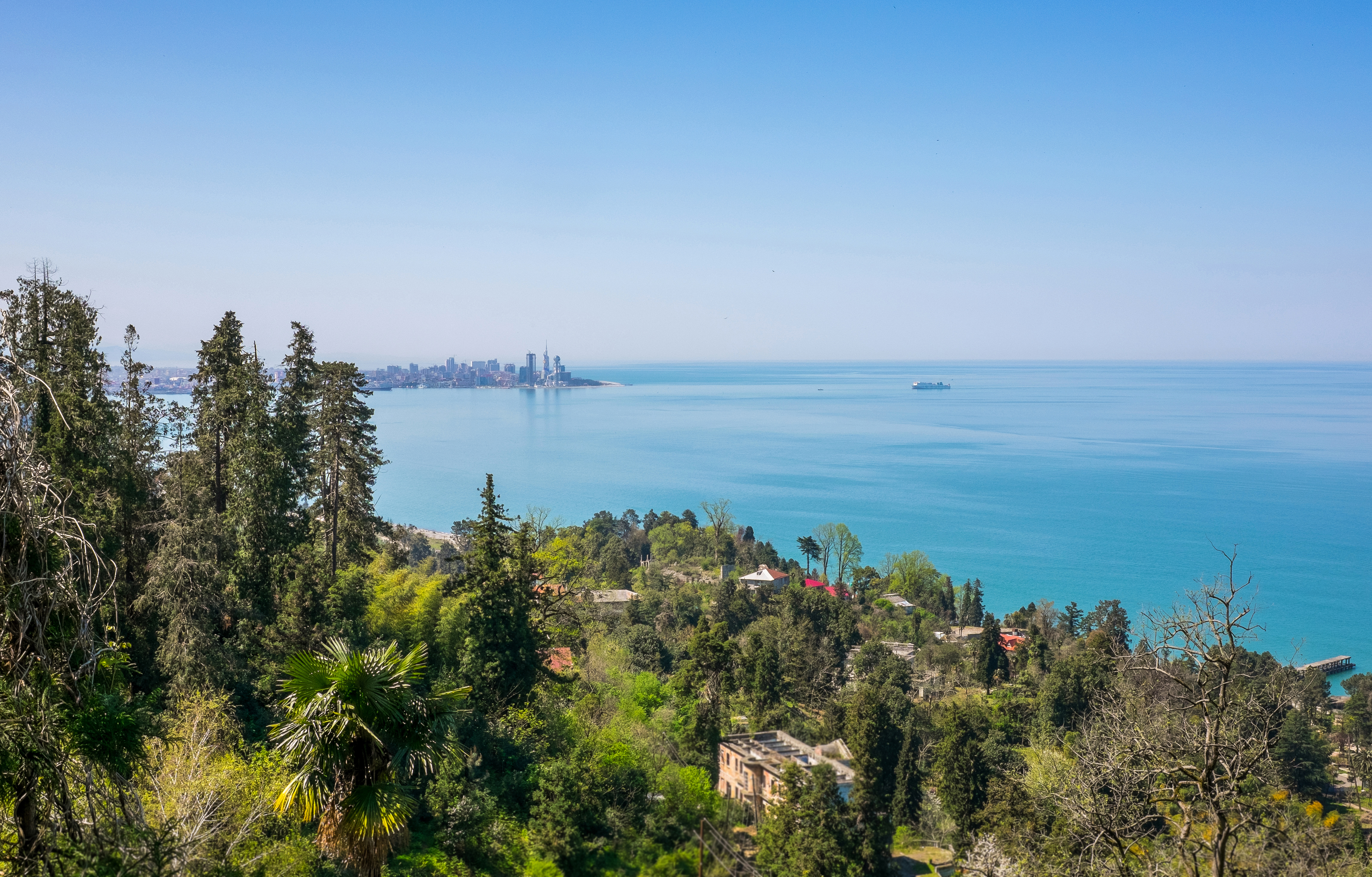
Batumi, uma cidade costeira do Mar Negro, e Ajária, uma região histórica no sudoeste da Geórgia

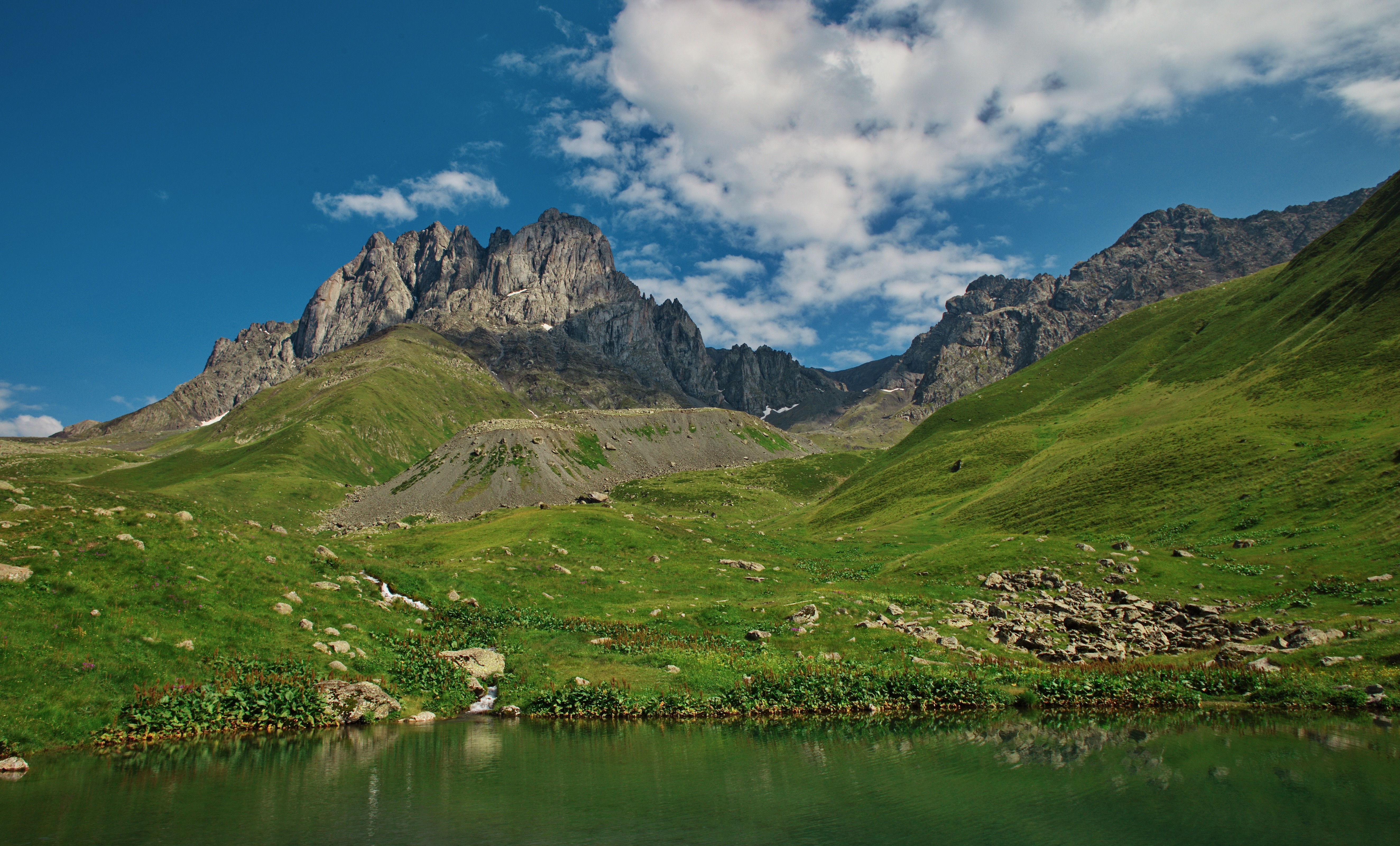
Um pequeno lago alpino no nordeste da Geórgia.

O clima da Geórgia é diversificado, mesmo considerando que o país possui um tamanho pouco significativo. As montanhas do Cáucaso tem grande importância, moderando o clima georgiano e protegendo o país da penetração de correntes de ar gélidas provenientes do extremo setentrional. Os pequenos montes do Cáucaso protegem parcialmente a região da influência de massas de ar quentes e secas oriundas do Mar Negro. A parte oeste do território georgiano possui clima subtropical úmido e marítimo, enquanto a parte oriental varia de moderado úmido para um tipo subtropical seco.
Grande parte do setor oeste da Geórgia se apresenta como uma zona úmida subtropical com precipitação que variam entre mil e quatro mil milímetros. As precipitações tendem a estar uniformemente distribuídas ao longo do ano, apesar de que a chuva pode ser particularmente forte durante os meses de outono. O clima da região varia significativamente com a altitude e por isso a maioria das terras baixas cartevélicas do leste da Geórgia são relativamente quentes através do ano. A pré-cordilheira e as áreas montanhosas têm verões úmidos e frescos e invernos com nevadas: a neve acumulada com frequência supera os dois metros em muitas regiões. Ajária é a região mais úmida das regiões do Cáucaso.
O leste da Geórgia tem um clima de transição entre o úmido subtropical e o continental. Ambos são influenciados pelas massas de ar seco provenientes da Ásia Central e do Cáspio pelo leste e das massas de ar úmidas do Mar Negro pelo oeste. A penetração de massas de ar úmida pelo Mar Negro é frequentemente impedida pelas montanhas (Likhi e Mesquécia), que dividem o país em metades ocidentais e orientais. A precipitação anual é consideravelmente menor em comparação com a do oeste da Geórgia, e nesse sentido o leste do país apresenta verões quentes e invernos relativamente frios. Assim como nas zonas ocidentais da nação, a altitude possui papel importante na zona oriental, e as condições climáticas acima dos 1 500 msnm são consideravelmente mais frescas, e também mais frias, que as presentes nas terras mais baixas. As regiões que estão localizadas acima dos 2 000 msnm frequentemente sofrem geadas inclusive durante os meses de verão.

### Flora e fauna
Devido à sua alta diversidade de paisagem e de baixa latitude, a Geórgia é o lar de cerca de 1 000 espécies de vertebrados, (330 pássaros, 160 peixes, 48 répteis e 11 anfíbios). Uma série de grandes carnívoros vivem nas florestas, nomeadamente ursos, lobos, linces e leopardos. O faisão-comum (também conhecido como o faisão colco) é uma ave endémica da Geórgia que tem sido amplamente introduzida em todo o resto do mundo como uma importante ave de caça. O número de espécies de invertebrados é considerado muito elevado, mas os dados são distribuídos através de um elevado número de publicações. A lista de verificação de aranhas na Geórgia, por exemplo, inclui 501 espécies.
O país tem cerca de 4 100 espécies de plantas. Destas, cerca de 1 000 espécies são endêmicas e 1 000 estão localizadas no Cáucaso. De acordo com uma pesquisa do World Wide Fund for Nature (WWF) – Fundo Mundial para a Natureza, traduzido literalmente - existem cerca de 400 espécies arbóreas e arbustivas na Geórgia, das quais 61 são endêmicas. Outras cerca de 60 espécies estão ameaçadas em nível global e foram incluídas na Rote Liste (lista vermelha). 25% do território da Geórgia é designado como parques nacionais protegidos, e 40% do território nacional está coberto por florestas.
Pouco mais de 6 500 espécies de fungos, incluindo espécies de formação de líquen, foram registrados na Geórgia, No entanto, o verdadeiro número total de espécies de fungos existentes na Geórgia, incluindo espécies ainda não registradas, é provável que seja muito maior, dada a estimativa geralmente aceita de que apenas cerca de 7% de todos os fungos em todo o mundo até agora têm sido descobertos. Embora a quantidade de informação disponível ainda é muito pequena, um primeiro esforço foi feito para estimar o número de espécies de fungos endêmicos na Geórgia e 2 595 espécies foram identificadas como possíveis endemias do país. 1 729 espécies de plantas foram registradas a partir da associação com fungos.

## Demografia

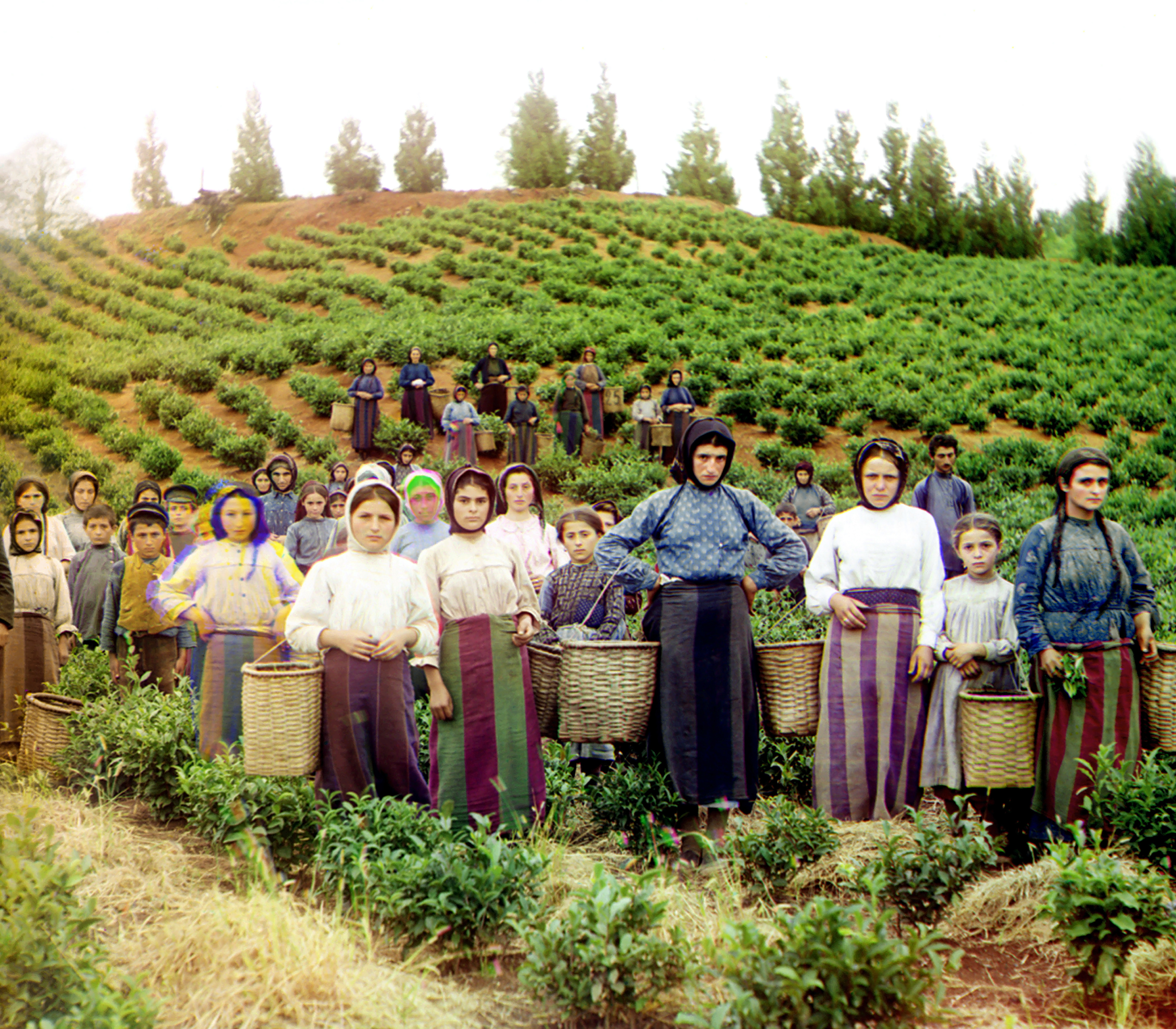
Cultivadores de chá de Chakva

Como a maioria dos povos nativos do Cáucaso, os georgianos não se encaixam em nenhuma das principais categorias étnicas da Europa ou da Ásia. O idioma georgiano, a mais difundida das línguas cartevélicas, não é nem indo-europeia, nem turcomana ou semítica. A nação georgiana dos dias atuais é pensada como um resultado da fusão de habitantes indígenas, autóctones com imigrantes que se mudaram para o Sul do Cáucaso na direção de Anatólia, ainda na Antiguidade.
Em 2022, a população da Geórgia era de 3,6 milhões de habitantes, de acordo com estimativas do Escritório Nacional de Estatísticas da Geórgia (GEOSTAT). Georgianos formam cerca de 84% da população atual do país, enquanto outros grupos étnicos incluem abecásios, ossetas, armênios, azeris, gregos pônticos, judeus e russos. Os judeus georgianos são uma das mais antigas comunidades judaicas no mundo. Nos últimos anos, tem havido um declínio no crescimento populacional do país, em parte pela baixa taxa de natalidade registrada entre os georgianos e pela instabilidade na esperança de vida ao nascer. Comparando-se a população, em 2007 havia 4,394 milhões de habitantes no território, saltando para 4,497 milhões em 2012. Esse número diminuiu para 3,713 milhões em 2015 e 3,720 milhões em 2016.
No início de 1990, após a dissolução da União Soviética, violentos conflitos separatistas eclodiram nas regiões autônomas da Abecásia e Ossétia do Sul. Muitos ossetas que viviam na Geórgia deixaram o país, imigrando principalmente para a Ossétia do Norte, na Rússia. Por outro lado, mais de 150 000 georgianos deixaram a Abecásia após a eclosão das hostilidades em 1993. Dos turcos mesquécios que foram forçosamente realocados em 1944, apenas uma pequena parte voltou a viver na Geórgia pós-independência, embora o governo do país tenha aprovado um plano de repatriação dos membros desta etnia.
O censo de 1989 registrou 341 000 étnicos russos - o que representava 6,3% da população - 52 000 ucranianos e 100 000 gregos no país. Desde 1990, 1,5 milhão de cidadãos da Geórgia deixaram o país. Pelo menos 1 milhão de imigrantes georgianos vivem legalmente ou ilegalmente na Rússia. A taxa de migração líquida da Geórgia é negativa (-4,54), excluindo cidadãos georgianos que vivem no exterior. No entanto, a Geórgia foi habitada por imigrantes de todo o mundo ao longo de sua independência. De acordo com estatísticas de 2006, a maior parte dos imigrantes que vivem no país são oriundos da Turquia e China.

### Religiões
A grande maioria da população georgiana (83,9%) pratica o cristianismo ortodoxo, conforme dados do Escritório Nacional de Estatísticas da Geórgia. A Igreja Ortodoxa da Geórgia é uma das mais antigas igrejas cristãs no mundo, e afirma sua fundação apostólica em Santo André. Na primeira metade do século IV, o cristianismo foi adotado como religião do Estado da Ibéria (atual Geórgia Oriental), seguindo o trabalho missionário de Nino da Geórgia. a Igreja ganhou autocefalia durante o início da Idade Média, a qual foi abolida durante o domínio russo do país e restaurada em 1917, com total reconhecimento pelo Patriarcado Ecumênico de Constantinopla em 1990.
O estatuto especial da Igreja Ortodoxa da Geórgia é oficialmente reconhecido na Constituição do país e na Concordata de 2002, embora as instituições religiosas estejam separadas do Estado. A Geórgia permite a liberdade religiosa para todos os seus cidadãos.
As minorias religiosas incluem cristãos da Igreja Apostólica Armênia (3,9%), muçulmanos (9,9%), e os católicos romanos (0,8%). O Islã é representado tanto pelos azeris xiitas muçulmanos (no sudeste) quanto pelos sunitas muçulmanos em Ajária e Laz. Os sunitas, por sua vez, estão divididos entre estes já citados (Ajária e Laz), bem como sunitas turcos mesquécios, ao longo da fronteira com a Turquia. Há também pequenas comunidades de muçulmanos gregos (de origem grega pôntico) e armênios muçulmanos, ambos os quais são descendentes de convertidos ao Islã da Anatólia Oriental, que se instalaram na Geórgia na sequência da campanha Europeia de Lala Mustafa Pasha - que levou à conquista Otomana do país em 1578. Judeus na Geórgia tem a história da sua comunidade voltada ao século VI a.C.; seus números têm diminuído nas últimas décadas devido aos altos níveis de imigração para Israel.
Apesar da longa história de harmonia religiosa na Geórgia, têm havido casos de discriminação religiosa e violência contra as "religiões não tradicionais", tais como as Testemunhas de Jeová, por seguidores do destituído sacerdote ortodoxo Basil Mkalavishvili. Para além das organizações religiosas tradicionais, a Georgia mantém segmentos seculares e não religiosos da sociedade, bem como uma parte significativa de associações religiosas que não praticam ativamente sua fé.

### Idiomas

Grupos etno-linguísticos da região do Cáucaso.

A língua oficial da Geórgia é o georgiano, usado nos assuntos do governo, comércio e educação e falado por cerca de 71% da população. Outros idiomas são reconhecidos co-oficialmente em regiões autônomas, como o abecásio, que é a língua oficial da Região Autônoma da Abecásia, e a língua osseta, oficial na Ossétia do Sul.
O georgiano é escrito em seu próprio alfabeto, possui 33 letras e não está relacionado com nenhuma outra língua principal na área das proximidades. Ele forma com alguns parentes próximos, o grupo linguístico das cartevélicas. O Georgiano foi reconhecido como língua oficial do país em 1918, e durante o período de ocupação soviética, serviu como um importante apoiador da identidade nacional da Geórgia. O governo soviético tentou, em 1978, alterar o status da língua oficial na Geórgia, declarando que o russo deveria ser adotado como idioma oficial ao lado do georgiano em toda a região do sul do Cáucaso, sob governo de Moscou. Entretanto, devido a várias manifestações civis na Geórgia, os interesses soviéticos cessaram, e o georgiano permaneceu como idioma principal. Ainda assim, durante o período soviético, a língua russa desempenhou um papel significativo na região, particularmente na administração desta.
As línguas mais difundidas fazem parte do grupo das cartevélicas, sendo as principais o georgiano, suano, mingrélio e laz. Outras línguas minoritárias também são faladas, como o russo, armênio, azeri e outras línguas. A língua georgiana é escrita em três sistemas: Assomtavruli, Nuskhuri (ambos hoje apenas utilizados pela Igreja Ortodoxa Georgiana) e Mkhedruli (actualmente o alfabeto padrão da língua georgiana e das línguas cartevélicas). De acordo com relatos tradicionais, os três sistemas foram inventados pelo rei Farnabazo I no século III a.C.

## Governo e Política
A Geórgia é uma república semipresidencial representativa democrática, com o presidente como o chefe de Estado e o primeiro-ministro como chefe de governo. O ramo executivo do poder é composto pelo Presidente e pelo Gabinete da Geórgia. O Gabinete é composto por ministros, liderados pelo primeiro-ministro, e nomeados pelo Presidente. Notavelmente, os ministros da Defesa e do Interior não são membros do Gabinete e são subordinados diretamente ao presidente da Geórgia. Salome Zourabichvili é a atual presidente do país, estando na função desde 2018. Irakli Garibashvili é o primeiro-ministro da Geórgia, desde 2021.

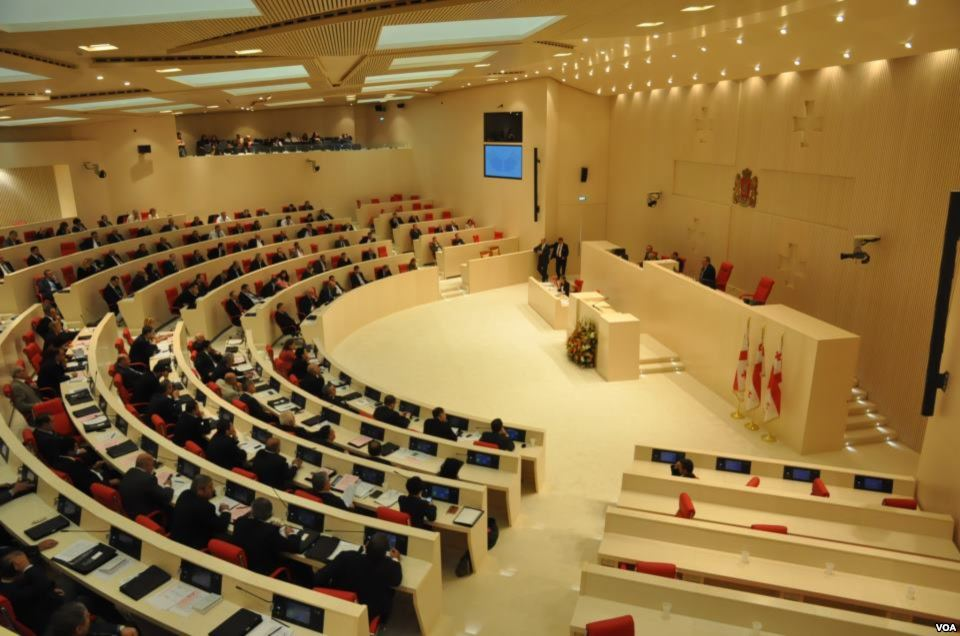
Edifício do Parlamento da Geórgia em Cutáissi

O Poder Legislativo é exercido pelo Parlamento da Geórgia. O Parlamento é unicameral e tem 150 membros, conhecidos como deputados, dos quais 75 são eleitos por maioria simples para representar distritos uninominais, e 75 são escolhidos para representar as partes por representação proporcional. Os membros do parlamento são eleitos para mandatos de quatro anos. Cinco partidos e blocos eleitorais tinham representantes eleitos para o parlamento nas eleições de 2008: o Movimento Nacional Unido, a Oposição Conjunta, os democratas-cristãos, o Partido Trabalhista e o Partido Republicano da Geórgia. Em 26 de maio de 2012, foi inaugurado um novo edifício do Parlamento na cidade ocidental de Cutáissi, em um esforço para descentralizar o poder e obter algum controle político mais perto da Abecásia.
Embora o país tenha experimentado um progresso considerável desde a Revolução Rosa, o país ainda não é considerado uma sociedade de pleno direito cristalizado. O sistema político permanece num processo de transição, com ajustes frequentes para o equilíbrio de poder entre o Presidente e o Parlamento, e as propostas da oposição que variam entre transformar o país em uma república parlamentar ou restabelecer a monarquia. Os observadores analisam o déficit de confiança nas relações entre o Governo e a oposição. Não existe consenso sobre o grau de liberdade política na Geórgia. A Freedom House classifica a Geórgia como um país parcialmente livre.
O Parlamento aprovou um novo código eleitoral em 27 de dezembro de 2011, que passou a vigorar nas eleições legislativas seguintes, em 2012. O novo código incorporou muitas recomendações de organizações não governamentais (ONG) e da Comissão de Veneza. No entanto, o novo código não foi considerado pela Comissão de Veneza como uma diretriz eficiente no reforço da igualdade do voto, através da reconstituição de distritos eleitorais. Em 28 de dezembro, o Parlamento alterou a Lei sobre Uniões Políticas para regular a campanha e financiamento dos partidos políticos. Observadores locais e internacionais levantaram preocupações sobre várias alterações, incluindo a imprecisão dos critérios de determinação da corrupção política que indivíduos e organizações estariam sujeitos à lei. As últimas eleições legislativas, em outubro de 2012, resultaram na vitória da oposição.

### Política externa

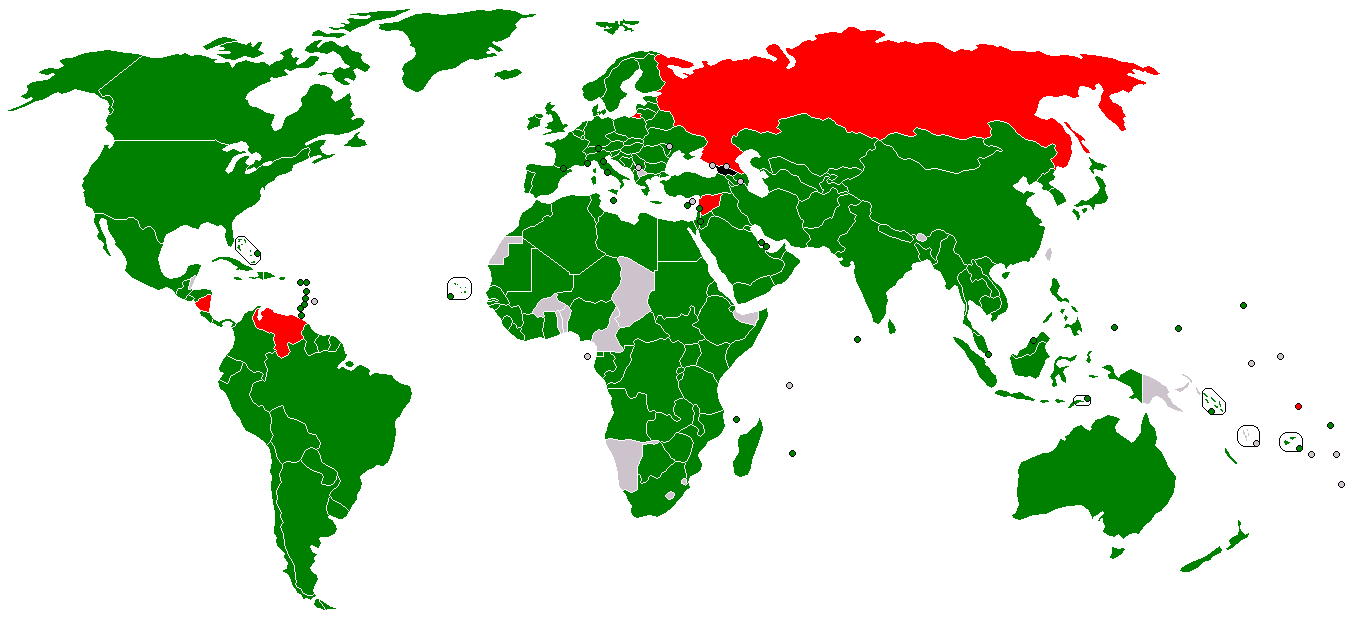
Relações internacionais da Geórgia:
Relações diplomáticas estabilizadas
Não há relações diplomáticas estabilizadas
Relações diplomáticas rompidas ou encerradas

Com exceção da Rússia, a Geórgia mantém boas relações com os seus vizinhos diretos (Arménia, Azerbaijão e Turquia) e é membro das Nações Unidas, do Conselho da Europa, da Organização Mundial do Comércio, da Organização de Cooperação Econômica do Mar Negro, da Organização para a Segurança e Cooperação na Europa, da Comunidade de Escolha Democrática e do Eurocontrol. O país também mantém relações políticas, econômicas e militares com o Japão, Uruguai, Coreia do Sul, Israel, Sri Lanka, Ucrânia e muitos outros países. As relações diplomáticas entre o país e a Rússia estão rompidas desde 2008, devido à controvérsia sobre espionagem russa e a Guerra da Ossétia do Sul, que levou a Geórgia também a deixar a Comunidade dos Estados Independentes (CEI). O país é um observador associado da Comunidade dos Países de Língua Portuguesa (CPLP).
Alemanha e Turquia foram os primeiros países a iniciar relações diplomáticas com o governo georgiano, no início de 1992, pouco após sua independência. Na África, foi com o Egito que o país estabeleceu sua primeira relação diplomática no continente, em 11 de maio do mesmo ano. Cuba foi o primeiro país americano a formalizar relações com a Geórgia, em abril do referido ano, sendo que entre os países sul-americanos foi a Argentina a primeira a estabelecer tais relações, em junho. Na Oceania essa ação deu-se primeiramente com a Nova Zelândia, em 16 de junho de 1992. Entre os países lusófonos, as relações diplomáticas entre a Geórgia e Portugal deram início em 23 de junho de 1992 e, com o Brasil, em 28 de abril de 1993. Além da Rússia, o país rompeu relações com a Venezuela e Nicarágua, pelo apoio dado por estes à declaração de independência da Abecásia e Ossétia do Sul. Na era atual, a Geórgia mantém relações e/ou representações em pelo menos 171 países (incluindo Cidade do Vaticano, Ordem de Malta e Palestina, que não são membros plenos da ONU) através de embaixadas e consulados.
A crescente influência da União Europeia (UE) e dos Estados Unidos - nomeadamente através de proposta do país em aderir à UE –, a permissão aos Estados Unidos de treinar e equipar um programa de assistência militar e a construção do Oleoduto Bacu-Tiblíssi-Ceyhan, fizeram com que as relações entre Tiblíssi e Moscou se tornassem tensas com frequência. A decisão da Geórgia em impulsionar sua presença nas forças de coalizão no Iraque foi uma das primeiras iniciativas relevantes do país no cenário mundial desde sua independência, em 1991.
A Georgia mantém sua proposta de se tornar um membro de pleno direito da Organização do Tratado do Atlântico Norte (OTAN). Em agosto de 2004, o Plano de Ação Individual de Parceria da Geórgia foi apresentado oficialmente à OTAN. Em 29 de outubro de 2004, o Conselho do Atlântico Norte da OTAN aprovou o Plano Individual (IPAP) da Geórgia, permitindo ao país avançar para a segunda fase da integração euro-atlântica. Em 2005, por decisão do Presidente da Geórgia, uma comissão nacional foi criada para implementar o Plano de Ação Individual de Parceria, que apresenta um grupo interdepartamental liderado pelo primeiro-ministro. A Comissão foi encarregada de coordenar e controlar a implementação do Plano de Ação de Parceria Individual. Em 14 de Fevereiro de 2005, o acordo sobre a nomeação de Parceria para a Paz oficial de ligação (PPP) entre a Geórgia e a OTAN entrou em vigor, no qual atribuiu-se à Geórgia o status de "ligação para o sul do Cáucaso do Sul". Em 2 de março de 2005, o acordo foi assinado na prestação do apoio do país anfitrião para o trânsito de forças da OTAN e pessoal da OTAN. Em 2006, o Parlamento georgiano aprovou por unanimidade o projeto de lei que prevê a integração da Geórgia na OTAN. A maioria dos georgianos e políticos na Geórgia apoiam a adesão à OTAN.

### Forças armadas

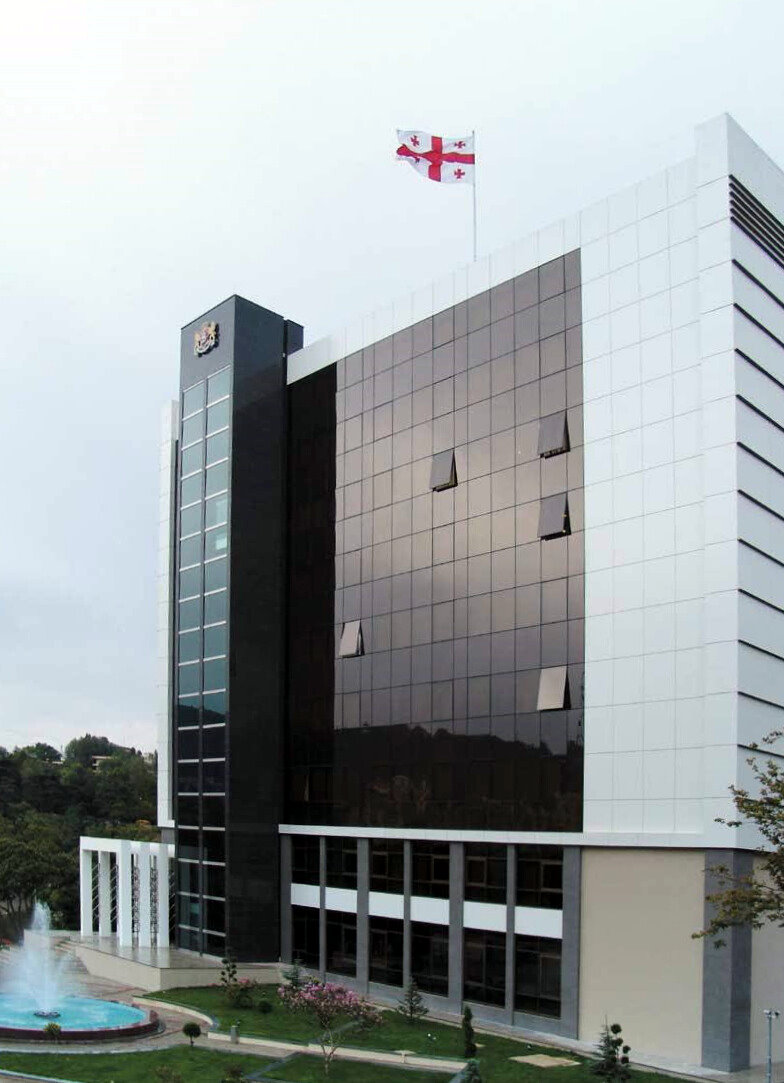
Prédio de Ministério da Defesa das Forças Armadas da Geórgia

As Forças Armadas da Geórgia são organizadas em terra e ar, sendo conhecidas coletivamente como (GAF). A missão e as funções do GAF são baseadas na Constituição da Geórgia, na Lei da Geórgia de Defesa e Estratégia Militar Nacional, e nos acordos internacionais dos quais a Geórgia é signatário. Eles são realizados sob a orientação e autoridade do Ministério da Defesa.
A Geórgia contribuiu com o envio de mil soldados à OTAN para a Força de Assistência de Segurança Internacional no Afeganistão, tornando-se o maior contribuinte de tropas per-capita para a missão. Segundo dados publicados em 2015, 31 militares georgianos morreram no conflito – todos na região de Helmand – e 435 saíram feridos, incluindo 35 amputamentos.

### Símbolos nacionais
A bandeira nacional da Geórgia (tida como a "Bandeira das cinco cruzes") foi restituída para uso oficial em 2004, depois de um interregno de cerca de 500 anos. Previamente foi a bandeira do reino medieval georgiano. O Parlamento da República da Geórgia adotou a nova bandeira nacional em 14 de janeiro de 2004, sendo o primeiro símbolo da oposição ao presidente Shevardnadze (Movimento Nacional Democrático) liderado por Mikheil Saakashvili. A bandeira foi aceita por todos os cidadãos da Geórgia, quando este se tornou presidente. Foi hasteada pela primeira vez no Parlamento no mesmo dia, às 21h00 hora local.
O decreto presidencial de 25 de janeiro de 2004, relativo à construção da bandeira nacional da Geórgia contém dois pontos principais:
- De acordo com o segundo artigo, parágrafo 1º da Lei da Geórgia "na bandeira nacional da Geórgia," a bandeira nacional é uma retangular branco, com uma grande cruz vermelha, relacionadas com os quatro lados da bandeira. Nas quatro zonas formadas pela grande cruz, existem quatro estrelas transversais chamadas "bolnour-katskhouri", na cor vermelha;[199]
- As cores da bandeira não podem ser alteradas.[199]

O brasão de armas da Geórgia foi adotado em 1 de outubro de 2004. É parcialmente baseado no brasão medieval da casa real dos Bagrationi da Geórgia. "Tavisupleba" (em georgiano თავისუფლება) é o hino nacional da Geórgia. O título significa "Liberdade". O novo hino georgiano foi adotado a 23 de abril de 2004. Há dois leões rampantes como suportes. Eles seguram um escudo com a imagem de São Jorge, o santo padroeiro da Geórgia, matando o dragão. O escudo possui a coroa real da Geórgia em sua parte superior. O lema georgiano é Dzala Ertobashia, escrito em caracteres mkhedruli do alfabeto georgiano (ძალა ერთობაშია), que significa "Força da unidade".

### Aplicação da lei e direitos humanos
Na Geórgia, a aplicação da lei é conduzida e prevista pelo Ministério de Assuntos Internos da Geórgia. Nos últimos anos, o Departamento de Patrulha da Polícia, vinculado ao Ministério de Assuntos Internos da Geórgia, sofreu uma transformação significante, com a polícia tendo agora absorvido um grande número de funções anteriormente exercidas por agências governamentais independentes. Novas funções desempenhadas pela polícia incluem funções de segurança da fronteira e segurança patrimonial de edifícios públicos (esta última função é realizada pela chamada "polícia de segurança governamental"). A recolha de informações no interesse da segurança nacional é agora de competência do Serviço de Inteligência da Geórgia. Em números, existiam cerca de 30 mil policiais em todo o país em 2012.
Os Direitos humanos são garantidos pela Constituição do país. Todavia, não há uma organização independente de direitos humanos ou comissão pública eleita pelo Parlamento da Geórgia para garantir se tais direitos são aplicados. A Geórgia ratificou a Convenção-Quadro para a Protecção das Minorias Nacionais em 2005. De acordo com a ONG "Tolerância", no seu relatório alternativo de 2008, menciona-se uma rápida diminuição do número de escolas e casos de nomeação de diretores para escolas com minorias azeris que não falam o idioma azeri.
Entre os casos recentes de violação dos direitos humanos no país, discutidos em nível internacional, estão o suposto uso de força excessiva por parte do governo em 26 de maio de 2011, quando manifestantes liderados por Nino Burjanadze foram dispersados com balas de borracha e gás lacrimogêneo, depois que eles se recusaram a retirarem-se da Avenida Rustaveli para um desfile do dia da independência. A autorização da comemoração da data cívica na avenida estava expirada, e foi oferecido ao governo a escolha de um local alternativo. Enquanto os ativistas de direitos humanos afirmaram que os protestos foram pacíficos, o governo apontou que muitos manifestantes estavam mascarados, armados e portando coquetéis molotov.

## Subdivisões

Mapa político da Geórgia, com todas as suas subdivisões

A Geórgia é dividida em nove regiões, uma municipalidade e duas repúblicas autônomas. As regiões, por sua vez, são subdivididas em 69 distritos.
O país contém duas regiões autônomas oficiais, os quais lançaram declaração de independência na década de 1990. Além disso, um outro território não oficialmente autônomo também declarou independência. Oficialmente autônoma dentro da Geórgia, mas seguindo como uma região de facto independente do governo central, a Abecásia declarou sua independência em 1999. A Ossétia do Sul é oficialmente definida pela Geórgia como a região de Tskinvali, e o país vê esta região como "uma parte da Geórgia que mantém vínculos políticos com a Ossétia do Norte. A Ossétia do Sul era um Oblast autônomo quando a Geórgia era parte da União Soviética, mas seu estatuto de autonomia foi revogado em 1990. De facto separada desde a independência da Geórgia, as propostas foram feitas para dar autonomia à Ossétia do Sul novamente, mas em 2006 um referendo não reconhecido pelo governo de Tiblíssi resultou em um voto favorável para a independência. Na Abecásia e na Ossétia do Sul, um grande número de pessoas utilizava passaportes russos, alguns concedidos pelas autoridades russas por conta da ligação histórica do país com as regiões. Isso foi usado como justificativa para a invasão russa da Geórgia durante a guerra na Ossétia do Sul em 2008, após o qual a Rússia reconheceu a independência da região. Ambas as repúblicas têm recebido reconhecimento internacional mínimo.
A Ajária, sob o governo de Aslan Abashidze, manteve laços estreitos com a Rússia e permitiu a instalação e manutenção de uma base militar russa em Batumi. Após a eleição de Mikheil Saakashvili, em 2004, as tensões aumentaram entre Ajária e o governo georgiano, levando à manifestações em Ajária e a renúncia e fuga de Abashidze. A região mantém a autonomia, embora, em 2007, o Tribunal Constitucional da Geórgia foi transferido de Tiblíssi para Batumi e a base militar russa foi devolvida à Geórgia.

## Economia

Principais produtos de exportação da Geórgia em 2019.

A história econômica georgiana demonstra que o país tem sido envolvido no comércio com muitas nações e impérios desde os tempos antigos, em grande parte devido a sua localização no Mar Negro e, mais tarde, na histórica Rota da Seda. Ouro, prata, cobre e ferro foram por muito tempo, explorados em minas nas montanhas do Cáucaso. O vinho georgiano é uma tradição muito antiga e um ramo fundamental da economia do país. O país tem consideráveis recursos hidrelétricos. Ao longo da história moderna da Geórgia, a agricultura e o turismo têm sido os principais setores econômicos, devido ao clima e topografia do país.

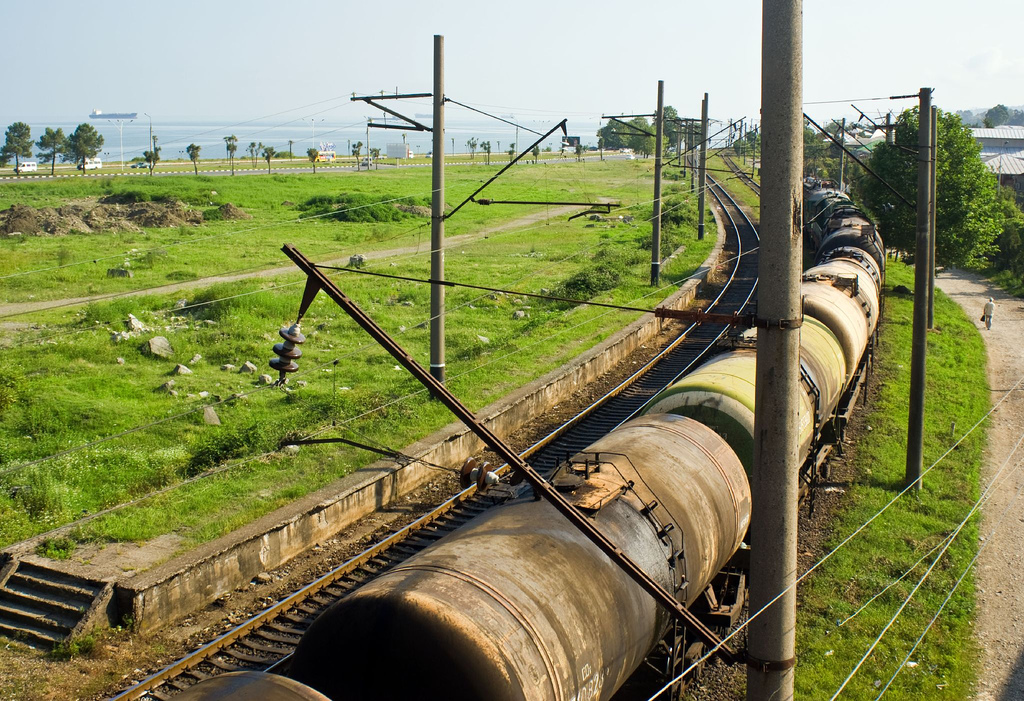
Comboio de transporte de óleo em Batumi

Durante grande parte do século XX, a economia da Geórgia esteve dentro do modelo soviético de economia centralmente planejada. Desde a queda da União das Repúblicas Socialistas Soviéticas (URSS), em 1991, a Geórgia iniciou uma grande reforma estrutural destinada a transição para um mercado de livre economia. Tal como ocorreu com todos os outros Estados pós-soviéticos, a Geórgia enfrentou um colapso econômico grave após sua independência. A guerra civil e conflitos militares na Ossétia do Sul e na Abecásia agravaram a crise. A agricultura e a indústria de saída diminuíram no referido período. Em 1994, o produto interno bruto ficou reduzido a um quarto do que se apresentava em 1989. A primeira ajuda financeira do Ocidente veio em 1995, quando o Banco Mundial e o Fundo Monetário Internacional (FMI) concederam à Geórgia um crédito de USD 206 milhões e a Alemanha concedeu DEM 50 milhões.

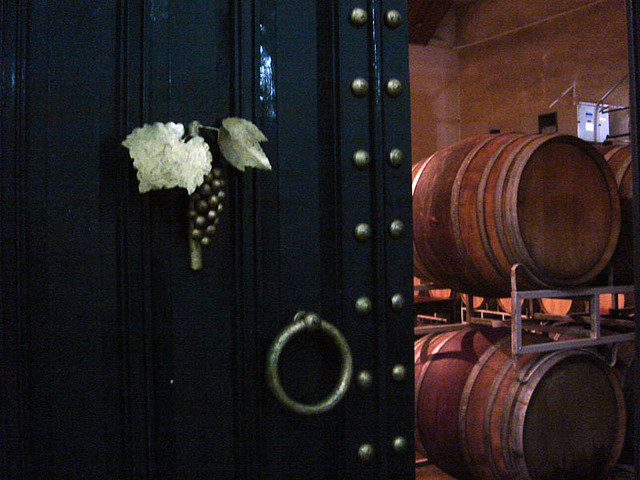
A produção de vinho é um componente tradicional da economia georgiana. (Telavi, 2007)

Desde o início do século XXI, desenvolvimentos positivos visíveis foram observados na economia da Geórgia. Em 2007, a taxa real de crescimento do PIB atingiu 12%, tornando a Geórgia uma das mais rápidas economias em crescimento na Europa Oriental. O Banco Mundial apelidou a Geórgia de "o reformador econômico número um no mundo", devido a melhora na classificação em termos de facilidade de fazer negócios. Em junho de 2015, a Geórgia ocupava a 24ª posição entre 189 países pesquisados em sua capacidade para fazer ou iniciar negócios, sendo que na categoria "registro de propriedade" a nação estava na 3ª colocação. Apesar dos avanços econômicos, o país detém uma alta taxa de desemprego, registrada em 12,6% e tem renda média inferior em comparação com outros países, conforme dados do Banco Mundial.
A proibição em 2006 das importações de vinho georgiano para a Rússia, um dos maiores parceiros comerciais da Geórgia, e a quebra de ligações financeiras com aquele país, foi descrito pelo Fundo Monetário Internacional (FMI) como um "choque externo". Além disso, a Rússia aumentou o preço do gás nas exportações para a Geórgia, o que culminou no aumento na taxa de inflação do lar georgiano. O Banco Nacional da Geórgia afirmou que a inflação foi desencadeada principalmente por razões externas, incluindo o embargo econômico da Rússia. As autoridades da Geórgia esperam que o déficit em conta corrente devido ao embargo em 2007 seja financiado por "receitas cambiais mais elevadas geradas pelo grande influxo de investimento estrangeiro direto" e um aumento das receitas turísticas. O país também tem mantido um crédito sólido em títulos no mercado internacional. A Geórgia está cada vez mais integrada na rede de comércio global, com suas importações e exportações representando entre 10% e 18% do PIB, respectivamente. As principais importações da Geórgia são o gás natural, petróleo e produtos derivados, máquinas e peças e os equipamentos de transporte.
Áreas agrícolas adequadas representam 16% do território total do país. Políticas ambientais e econômicas no país para o uso de fertilizantes são muito rígidas, como resultado da escassez crónica de fertilizantes e a queda da cultura do plantio direto. Em 2003, a área cultivada na Geórgia era o equivalente a 329 mil hectares. A maior produção é composta de trigo, cevada, milho, feijão, tabaco, girassol, soja, batatas, produtos hortícolas, melões, plantas forrageiras, chá, uvas e frutas cítricas.

### Turismo
O turismo é uma parte cada vez mais significativa da economia georgiana. Cerca de um milhão de turistas movimentaram US$ 313 milhões de dólares no país em 2006. De acordo com o governo, há 103 resorts em diferentes zonas climáticas no país. Atrações turísticas incluem mais de 2 000 fontes de água mineral e mais de 12 mil monumentos históricos e culturais, dos quais quatro são reconhecidos como Património Mundial pela UNESCO: a Catedral de Bagrati, em Cutáissi, o Mosteiro de Guelati, monumentos históricos de Misqueta e a Suanécia.
O Departamento de Turismo e Resorts, através do Gabinete da Geórgia, é responsável pela administração e gestão do setor turístico no país. Até o final de 2015, o número anual de turistas na Geórgia atingiu 2 278 562 pessoas.

## Infraestrutura

### Educação

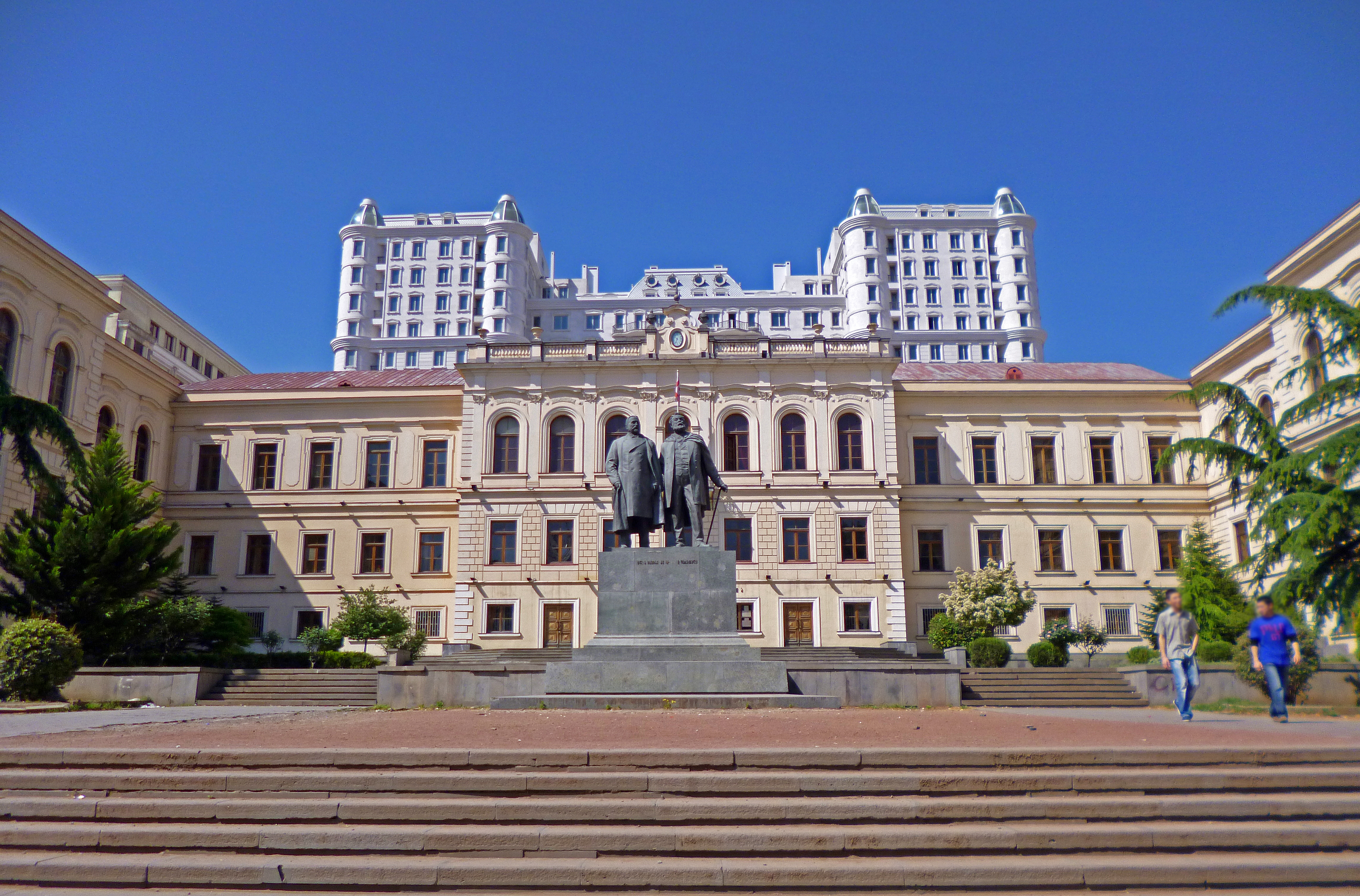
Escola pública em Tiblíssi

O sistema de ensino da Geórgia sofreu modernizações nos últimos anos, em especial, a partir de 2004. A educação no país é obrigatória para todas as crianças com idades entre 6 e 14 anos. O sistema escolar é dividido em três níveis: ensino primário (a partir dos seis anos de idade, na faixa etária 6-12 anos), ensino básico (três anos de formação; faixa etária de 12 a 15 anos de idade) e ensino secundário (três anos de formação; faixa etária de 15 a 18 anos de idade), ou, alternativamente, estudos vocacionais (dois anos). Professores são identificados em três categorias: os não certificados (1), os certificados (2) e os que possuem pós-certificação (ou pós-graduação). Os estudantes com um certificado do ensino secundário têm acesso ao ensino superior. Apenas os estudantes que passaram nos exames nacionais unificados podem se inscrever em uma instituição de ensino superior credenciada pelo Estado, com base na classificação das notas recebidas nos exames.
A maioria das instituições educacionais de ensino superior oferecem três níveis de estudo: Um programa de bacharelado (três a quatro anos); Programa de mestrado (dois anos), e um Programa de Doutorado (três anos). Há também um programa de Certified Specialist, que representa um programa de educação de um único de nível superior com duração de três a seis anos. Até o ano de 2008, cerca de 20 instituições de ensino superior estão credenciadas pelo Ministério da Educação e Ciência da Geórgia. A taxa de escolarização primária bruta foi de 94% em 2006.
A capital do país, Tiblíssi, tornou-se seu principal centro no sistema educacional, particularmente desde a criação da Primeira República da Geórgia, em 1918, permitindo nesta o estabelecimento de instituições educacionais modernas. Tiblíssi é o lar de várias grandes instituições de ensino superior na Geórgia, entre as quais a Universidade Médica Estatal, que foi fundada com o nome de Instituto Médico de Tiblíssi, em 1918, e a Universidade Estatal de Tiblíssi, que foi criada em 1918 e continua a ser a mais antiga universidade em toda a região do Cáucaso, com mais de 35 mil estudantes e cinco mil professores e funcionários. Outras instituições de ensino superior prestigiadas no país são a Universidade Técnica da Geórgia, assim como a Universidade da Geórgia, Universidade do Cáucaso e Universidade Livre de Tiblíssi.

### Saúde
A saúde na Geórgia é administrada e regulamentada pelo Ministério do Trabalho, Saúde e Assuntos Sociais. O ministério possui várias divisões, sendo as mais importantes o Centro de Gestão de Saúde Nacional, os departamentos regionais de saúde e o Conselho Nacional de Saúde da Geórgia. Até 1999, havia unicamente o Ministério da Saúde, que tratava de assuntos exclusivamente da área, mas naquele ano ocorreu a junção deste ministério com o Ministério da Previdência social para tornar-se o Ministério do Trabalho, Saúde e Assuntos Sociais. Há um sistema de saúde universal que fornece cuidados de saúde a cerca de 90% da população, bem como um sistema de clínicas privadas e seguros privados. Ambos os sistemas de saúde, público e privado, operam no país de acordo com a regulamentação do Ministério do Trabalho, Saúde e Assuntos Sociais.
A expectativa de vida média para os georgianos é de 74,2 anos, estando pouco abaixo da média europeia, que é de cerca de 75 anos. Curiosamente, a esperança média de vida na Rússia encontra-se drasticamente abaixo da Geórgia, em cerca de 66 anos. Comparando-se os sexos, a expectativa de vida no país para os homens é de 69,3 anos, enquanto para as mulheres aumenta-se para 79,0 anos. A taxa de fecundidade total é de 1,4 filhos por mulher. Isto encontra-se extremamente abaixo do nível de fertilidade de substituição necessária para manter o tamanho atual população, que é de 2,1 filhos por mulher, nos dias atuais. A taxa de mortalidade é de 9,8 por mil nascidos vivos. Existe grande discrepância entre as taxas de mortalidade de menores que vivem nas áreas rurais e urbanas, com quase o dobro de mortes por mil nascidos vivos em áreas rurais do que nas zonas urbanas. A taxa de mortalidade infantil em 2010 era de 15,7 por mil nascidos vivos, e em 2005 foi de 17,3. Em 2050, é esperado que a taxa de mortalidade infantil caia para 5,6, e espera-se a taxa de mortalidade infantil entre crianças com até 5 anos de idade diminua para 6,2.
As principais causas de morte em crianças menores de 5 anos são atribuídas à pneumonia, asfixia durante o parto e anomalias congênitas. Na população adulta, as principais doenças que causam mortes são aquelas associadas ao aparelho circulatório, neoplasias, acidentes e lesões e doenças dos sistemas respiratório e digestivo. Doenças infecciosas ainda são a fonte de problemas de saúde significativas, especialmente a tuberculose. Tal como no resto da antiga União Soviética, especialmente entre os homens, o tabaco é uma contribuição importante para a carga de doenças; mais de metade dos homens adultos são usuários de tabaco. As taxas de imunização para crianças são surpreendentemente baixas e ficou entre 30-50% no início de 1990, aumentando para 70-90% no início de 2000.

### Transportes

Mapa com o sistema de transporte da Geórgia

O transporte hoje na Geórgia é fornecido por meio de transporte ferroviário, rodoviário, marítimo e aéreo. O comprimento total de rotas, excluindo os territórios sob ocupação, é de 19 060 quilômetros, além de 1 576 quilômetros de ferrovias. Posicionado no Cáucaso e na costa do Mar Negro, a Geórgia é um país-chave através do qual as importações de energia para a União Europeia, a partir do país vizinho Azerbaijão, passam. Tradicionalmente, o país foi localizado em uma importante rota de comércio norte-sul entre a Rússia Europeia, o Oriente e a Turquia.
Nos últimos anos, a Geórgia tem investido gradativamente na modernização de suas redes de transportes. A construção de novas estradas tem sido priorizada e, como tal, grandes cidades como Tiblíssi tem visto a qualidade de suas estradas melhorarem drasticamente. Apesar disso, no entanto, a qualidade de rotas de transporte entre suas cidades continua em estado precário em algumas regiões, principalmente devido o fato de haver apenas uma autoestrada de grande nível, a Standard.

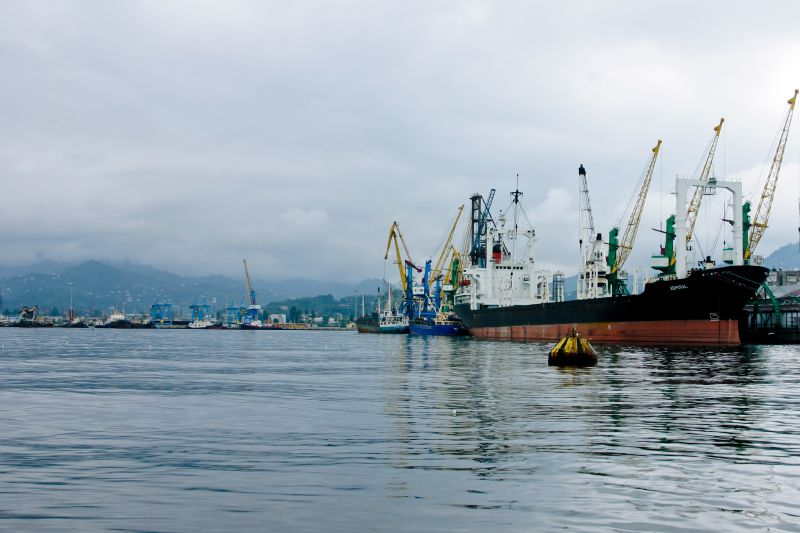
Porto de Batumi, em Ajária. É o maior porto no Mar Negro

As ferrovias da Geórgia representam uma importante artéria de transporte para o Cáucaso, já que constituem a maior proporção das rotas que ligam os mares Negro e Cáspio permitindo, por sua vez, beneficiar-se nos últimos anos pelo aumento das exportações de energia do vizinho Azerbaijão à União Europeia, Ucrânia e Turquia. Serviços de passageiros são operados pela Sakartvelos Rkinigza, a empresa estatal de ferrovias do país, enquanto operações de carga são realizadas por um amplo número de operadoras licenciadas. Desde 2004, a Sakartvelos Rkinigza foi submetida a um programa contínuo de renovação e reestruturação gerencial das frotas, que visa tornar o serviço prestado mais eficiente e confortável para os passageiros. O desenvolvimento infraestrutural também tem sido uma prioridade nas políticas públicas de transporte do país e outros projetos incluem a construção da Ferrovia Carse-Tiblíssi-Bacu, que pretende ligar várias cidades do Cáucaso com a Turquia pela rede ferroviária, utilizando-se de bitola padrão.
Transportes aéreos e marítimos estão a desenvolver-se na Geórgia, com o primeiro usado principalmente pelos passageiros e o segundo para transporte de mercadorias. Atualmente, há quatro aeroportos internacionais no país, tendo sido o Aeroporto Internacional de Tiblíssi o maior destes, com uma movimentação de 1 847 111 passageiros em 2015. Outros aeroportos do país são, em grande parte, subdesenvolvidos ou com pouco tráfego. Há uma série de portos ao longo da costa do Mar Negro da Geórgia, o maior e mais movimentado é o porto de Batumi; enquanto a cidade é em si um resort à beira-mar, o porto é um grande terminal de cargas no Cáucaso e é frequentemente utilizado pelo Azerbaijão como um ponto de trânsito para fazer entregas de energia para outras partes do continente europeu.

### Energia
O acesso à eletricidade é fornecido a 100% das residências da Geórgia, conforme dados da CIA em 2016. Em 2012, o país produziu 9,475 bilhões de kWh, ao mesmo tempo em que o consumo foi da ordem de 8,468 bilhões de kWh. No mesmo ano, a exportação de energia registrada foi de 528 milhões de kWh, enquanto importou 615 milhões de kWh. A capacidade de produção energética do país, bem como de instalação de geração, é considerada alta, sendo a segunda maior na região do Cáucaso (pouco atrás do Azerbaijão) e estando nos mesmos níveis dos países em desenvolvimento. Historicamente, a Rússia tem sido sua maior parceira no comércio de energia, apesar de as relações econômicas entre ambas encontrarem-se deterioradas.
As usinas hidrelétricas produzem 60,8% da eletricidade na Geórgia, sendo a 35ª maior porcentagem entre as nações soberanas do mundo. 39,2% da energia produzida é originada de combustíveis fósseis. É ausente o registro de energia a partir de outras fontes renováveis, bem como não há usinas nucleares no país.
Na atualidade, o setor de energia georgiano está totalmente privatizado. A única exceção é a central hidroelétrica de Inguri, operando em conjunto com a Abecásia - a barragem desta estação é na Geórgia e as unidades básicas se encontram em território controlado pela declarada República da Abecásia. Em dezembro de 2008 o Ministério de Energia e a empresa russa "Joint Stock Company Inter RAO UES" assinaram um memorando à gestão conjunta da hidrelétrica.

### Mídia e comunicações
A principal fonte de notícias é a televisão. A Geórgia possui uma estação de televisão estatal, Georgian Broadcasting (GPB), que opera dois canais. O país também tem atuação em alguns canais comerciais. O principal destes é o Rustavi2, que desempenhou um papel central na Revolução Rosa de 2003, sendo de propriedade majoritariamente do canal MZE.
Os jornais também possuem uma colocação comunicativa muito significativa. Entre eles estão o Rezonansi, 24 Saati, Sakartvelos Respublika, Versia e Kvilis Palitra, além de alguns jornais ingleses. Estações de rádio importantes são, por sua vez, a emissora estatal da Geórgia, Radio Imedi, além do Fortuna FM. A Constituição da Geórgia garante a liberdade de expressão e pluralidade de ideias, bem como a liberdade de imprensa. O panorama da mídia tem sido politizado, e o apoio a criação de organizações independentes de mídia ainda é tido como um desafio.
Em 2017, a organização Repórteres Sem Fronteiras, que analisa situações de liberdade de expressão nos países, classificou a Geórgia na 64ª posição quando se trata de liberdade de imprensa, de expressão e independência dos meios de comunicação.
O ambiente de mídia da Geórgia é considerado como o mais livre e mais diversificado do Cáucaso do Sul, apesar da politização de longo prazo e polarização que afetam este setor De acordo com o Relatório Mundial de Liberdade de Imprensa, a luta política pelo controle das emissoras estatais são uma das principais anomalias do setor de comunicações.
A internet é livre do controle do governo. Restrições temporárias foram impostas durante a guerra russo-georgiana de 2008. A comunidade de blogs da Geórgia tem vindo a crescer (Caucasusreports.ge), juntamente com fóruns de internet (Forum.ge) e mídias sociais (Odnoklasniki.ru). Cerca de 49% dos georgianos tinham acesso à Internet em 2014.

## Cultura

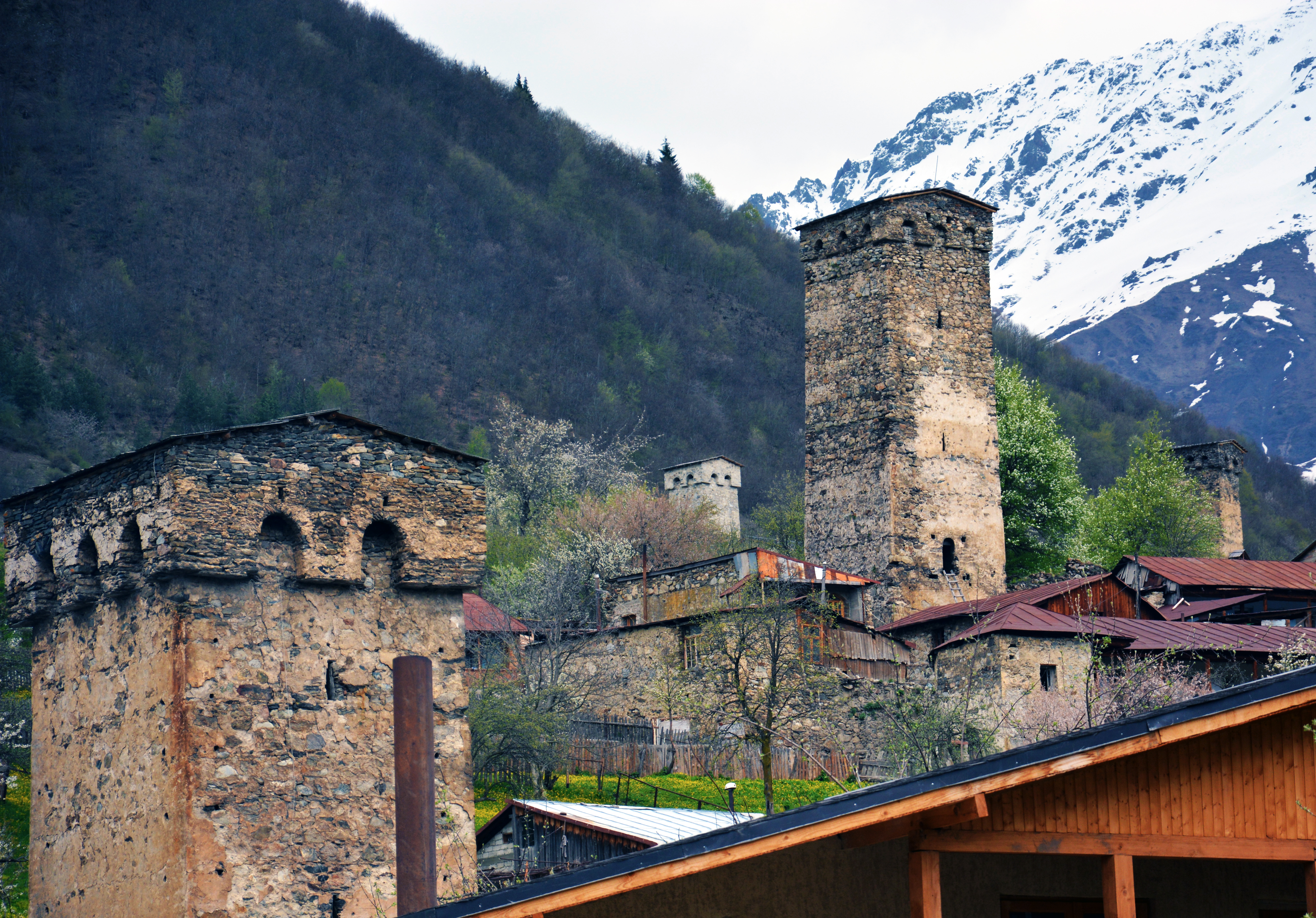
Torres svan, na Suanécia, parte da arquitetura georgiana

A cultura georgiana sofreu modificações ao longo de milhares de anos a partir de seus fundamentos nas civilizações ibérica e colca. Já no início do século XI, o conjunto cultural georgiano gozava de uma época de renascença, conhecida como "Idade de Ouro da Geórgia", que exercia domínio na literatura, filosofia, arquitetura e nas ciências clássicas do período. Foram fatores de influência para os costumes culturais arcaicos do país a Grécia clássica, o Império Romano, o Império Bizantino, os vários impérios iranianos (nomeadamente os impérios Aquemênidas, Parta, Sassânida, Safávidas e Qajar) e mais tarde, pelo Império Russo, notadamente a partir do século XIX.
A língua e a literatura georgiana clássica do poeta Shota Rustaveli, foram revividas no século XIX após um longo período de turbulência, lançando as bases dos românticos e romancistas da era moderna, como Grigol Orbeliani, Nikoloz Baratashvili, Ilia Chavchavadze, Akaki Tsereteli e Vazha-Pshavela. Aspectos culturais da Geórgia incluem seu folclore, música tradicional, danças, teatro, cinema e arte. Entre os pintores notáveis do século XX incluem Niko Pirosmani, Lado Gudiashvili e Elene Akhvlediani; bailarinos notáveis incluem George Balanchine, Vakhtang Chabukiani e Nino Ananiashvili; poetas notáveis incluem Galaktion Tabidze, Lado Asatiani e Mukhran Machavariani e cineastas de destaque incluem Robert Sturua, Tengiz Abuladze, Giorgi Danelia e Otar Ioseliani.

### Literatura
A literatura da Geórgia é dividida em uma era analfabeta, uma literatura mais antiga feudal que vai do século V ao XI, uma literatura do alto feudalismo entre os séculos XI e XIII, uma literatura feudal que perdurou do final do século XVI a meados do XIX, uma literatura moderna desde meados do século XIX até o primeiro quarto do XX e uma literatura do presente.
O mais antigo livro existente da literatura georgiana é O martírio da Santa Rainha Shushanik, uma hagiografia do século V. Sua descoberta chegou a literatura da Geórgia nos séculos XI e XII, período de reinado do rei David, o Restaurador. A figura mais conhecida da literatura do país vem a ser Shota Rustaveli, que escreveu O Cavaleiro na Pele de Pantera, um poema épico sobre cavalaria e nobreza, elevando-se acima da religião e nação, sendo considerado como a epopeia nacional da Geórgia. Na mesma época, os poemas líricos gregos passaram a ser traduzidos por Giorgi Aphonia.
Escritores georgianos proeminentes do século XIX foram o poeta, dramaturgo e representantes do movimento nacional da Geórgia Ilia Chavchavadze, autor de obras como Tu, minha pátria, pelo que estás tão triste? (1872), O Mar de Basaleti (1883), A Mãe da Geórgia (1881), O Hermitão (1883) e Carta de um Viajante (1863), o dramaturgo popular Akaki Tsereteli e o filósofo e autor de novelas melodramáticas populares Aleksandre Qasbegi.
Os escritores mais importantes do século XX foram Galaktion Tabidse, autor de obras como Meri, A Lua de Mtazminda, Eu e a Noite, Flores de Pêssego, Cavalos pardos e Pátria, Konstantine Gamsakhurdia, que escreveu Os risos de Dionísio (1925), Romance de Vida de Goethe (1934), O Roubo da Lua (1935), A Mão Direita do Grande Mestre (1939) e Flor de Uva (1956), Chabua Amirejibi, cuja obra de sua autoria mais conhecida foi Data Tutaschchia (1975) e Otar Chiladze, autor de Um Homem Seguiu Seu Campinho (1973). Entre 1915 e 1921, uma vanguarda influenciada pelo simbolismo se desenvolveu em torno de um grupo que ficou conhecido como Chifres Azuis (Tsisperi Kantsebi). No entanto, essa tendência foi suprimida e a maioria dos membros do grupo se voltou para um realismo patriótico. Muitos destes membros foram perseguidos na década de 1930, torturados até a morte, como Titian Tabidze (1893-1937) ou se suicidaram como Paolo Iashvili (1894-1937).

### Arquitetura e artes
A arquitetura georgiana tem sido influenciada por muitas civilizações. Existem vários estilos arquitetônicos diferentes vistos em castelos, torres, igrejas e outras fortificações. As fortificações de Suanécia, bem como a vila de Shatili, são alguns dos melhores exemplos da arquitetura medieval georgiana. Outro aspecto arquitetônico significativo é a Avenida Rustaveli, em Tiblíssi, no estilo Hausmann.
A arte eclesiástica da Geórgia é um dos aspectos mais notáveis da arquitetura cristã, que combina o estilo clássico com o estilo moderno, formando o que é conhecido como o estilo cross-dome georgiano. A arquitetura cross-dome desenvolveu-se na Geórgia durante o século IX; antes disso, a maioria das igrejas georgianas eram basílicas. Outros exemplos de arquitetura eclesiástica georgiana que são vistos fora do país são o Mosteiro Bachkovo, na Bulgária (construído em 1083 pelo comandante georgiano Grigorii Bakuriani), Mosteiro de Iviron, na Grécia (construído por georgianos no século X), e o Mosteiro da Cruz em Jerusalém (construída por georgianos no século IX).

### Música

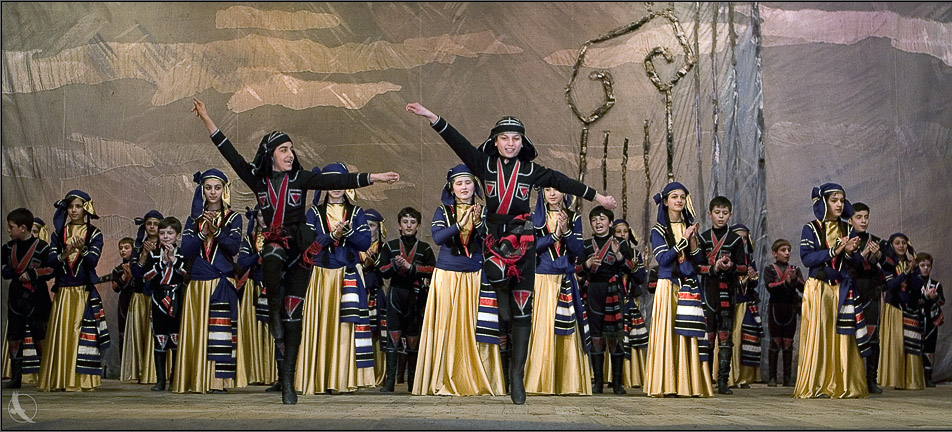
Dança de música folk georgiana

A Geórgia tem uma rica e vibrante tradição musical, conhecida principalmente por seu desenvolvimento precoce de polifonia. A polifonia georgiana é baseada em três partes vocais, um sistema de sintonia única, baseada em quintas perfeitas, e uma estrutura harmónica rica em quintas paralelas e dissonâncias. Cada região na Geórgia tem a sua própria música tradicional, e o diálogo polifônico sobre um fundo baixo e solistas ostinato como no Oriente, harmonias improvisadas complexas no oeste, e os acordes que se deslocam sólidos em Suanécia.
A canção folclórica georgiana "Chakrulo" (em georgiano: ჩაკრულო) foi escolhida como uma das 27 composições musicais incluídas em um registro dourado do explorador que foi enviado ao espaço em Voyager 2, em 20 de agosto de 1977. Além desta, o Coral Polifônico Georgiano' está incluso na lista do património imaterial da UNESCO.
Uma ampla variedade de instrumentos musicais são conhecidos da Geórgia. Entre os instrumentos mais populares estão: soprado soinari, stviri (flauta), gudastviri (gaita de fole), Changi (harpa), chonguri (alaúde de quatro cordas), panduri (alaúde de três cordas), chuniri, conhecido também como chianuri e uma variedade de tambores. Instrumentos musicais georgianos são tradicionalmente ofuscado pelas ricas tradições vocais da Geórgia e, posteriormente, recebeu muito menos atenção de estudiosos ocidentais. Dimitri Arakishvili e Manana Shilakadze contribuíram para o estudo dos instrumento musical oriundos da Geórgia.

### Cinema

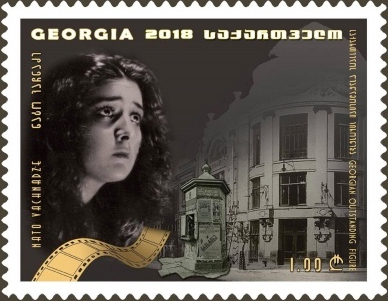
Selo georgiano emitido em 2018 em homenagem à Nato Vachnadze (1904-1954), importante atriz do cinema georgiano

Em 16 de novembro de 1896, o primeiro cinema foi inaugurado em Tiblíssi, e as primeiras produções cinematográficas são datadas de 1912. A indústria cinematográfica estava concentrada no Film Studios Gruzia. As películas georgianas que mais se destacaram foram "Magdanas burro", de Tengis Abuladse, que participou do Festival de Cannes em 1956; "Arrependimento", de Otar Iosseliani, esteve no Festival de Cannes de 1987; "A colheita do vinho" (Cannes 1966); "Bandidos" (Veneza 1997); "27 Missing Kisses" (Bruxelas 2001) e "Schussangst" (Festival Internacional de Cinema de San Sebastián, 2003).

### Culinária

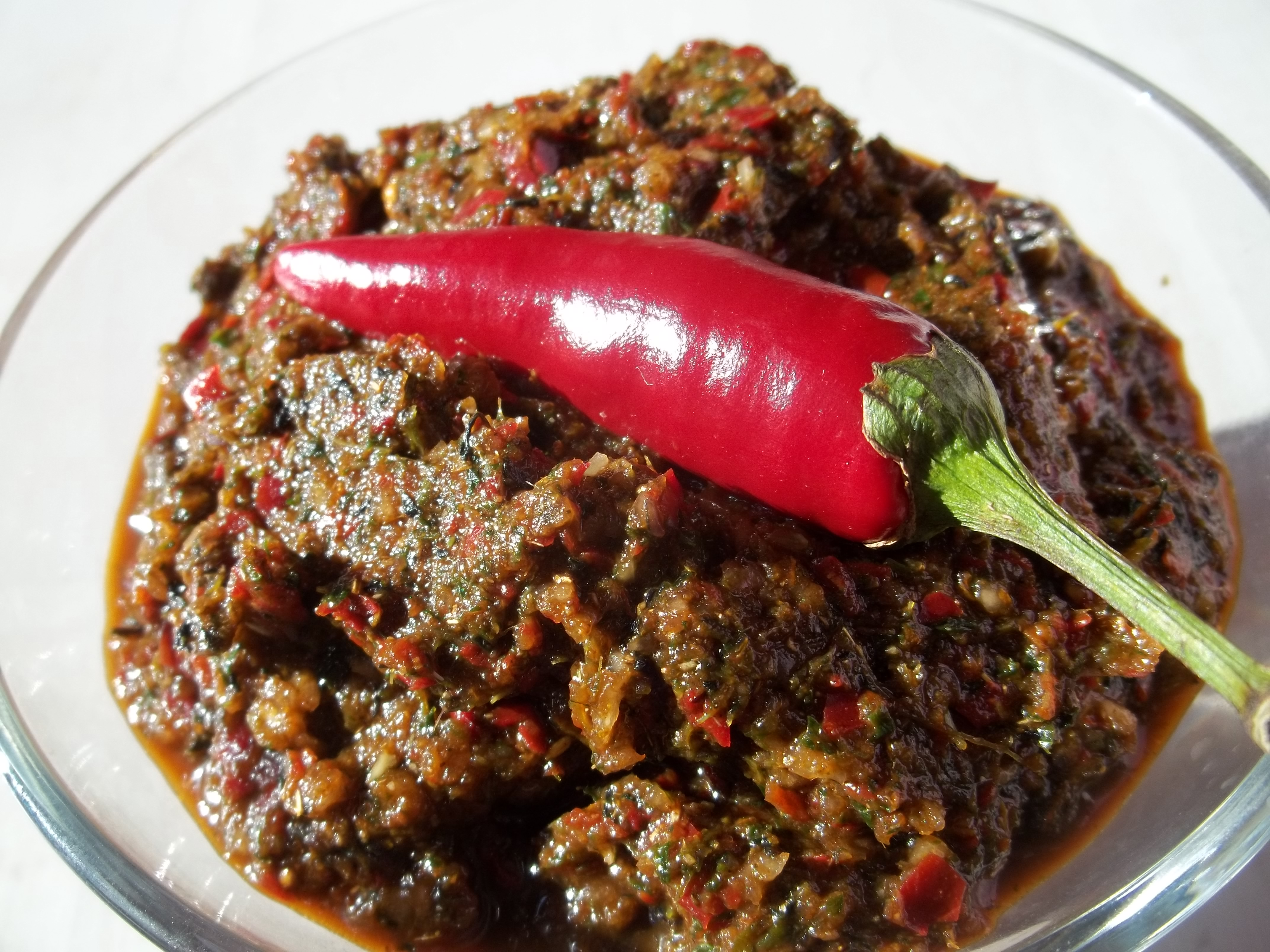
Ajika, prato típico dos mingrélios, grupo étnico da Geórgia

A gastronomia georgiana e o vinho evoluíram ao longo dos séculos, adaptando as tradições em cada época. Uma das tradições de refeições mais incomuns é a supra, ou a "mesa georgiana", que é vista como uma forma de socializar com amigos e familiares. A cabeça da supra é conhecida como tamada. Várias regiões históricas da Geórgia são conhecidas por seus pratos peculiares, como o, khinkali (bolinhos de carne), da região montanhosa oriental e khachapuri, prato típico de Imerícia, Mingrélia e Ajária. Além dos pratos tradicionais georgianos, os alimentos de outros países foram trazidos para a Geórgia por imigrantes da Rússia, da Grécia e de outros países.

### Esportes

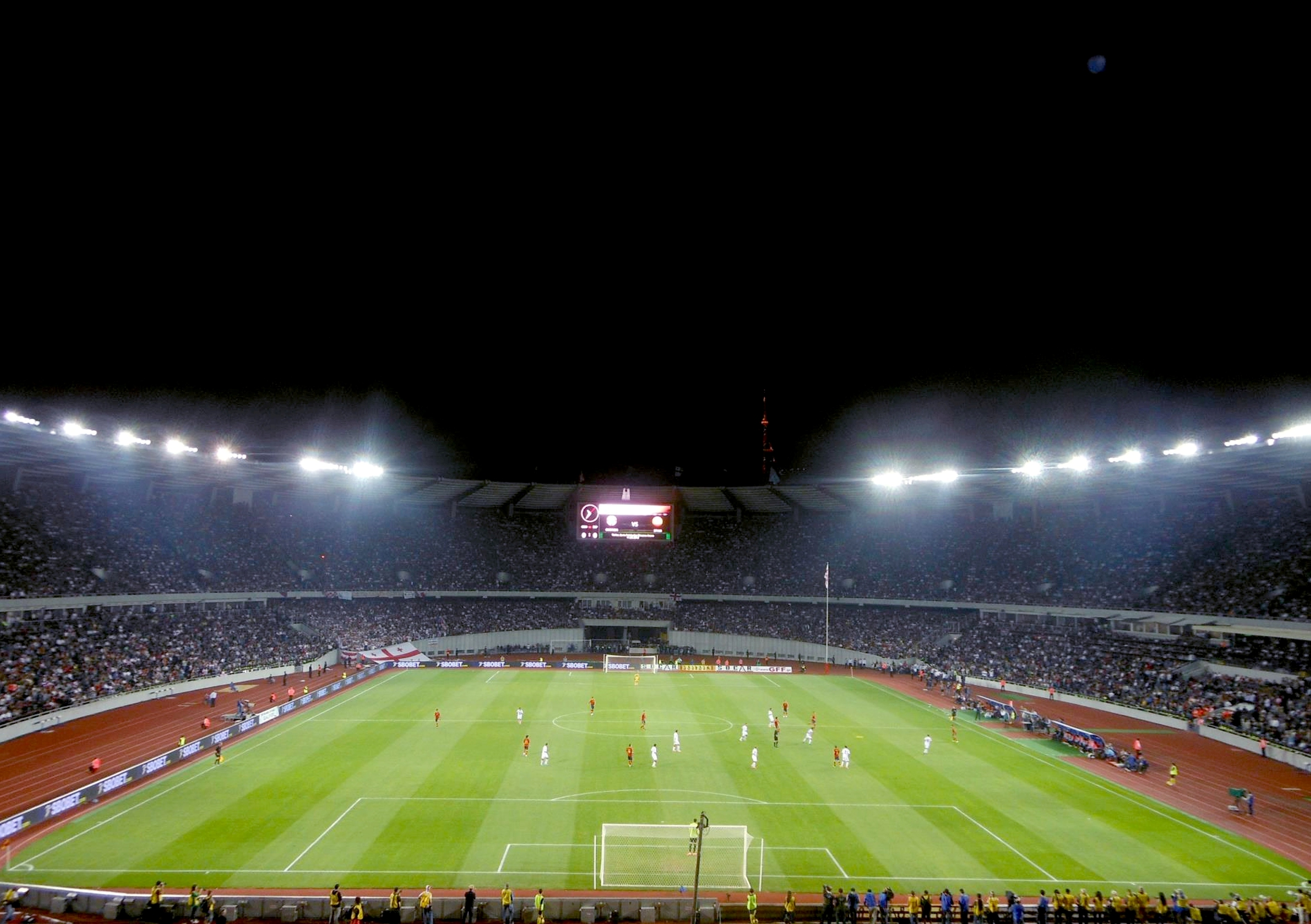
Estádio Boris Paichadze em Tiblíssi

Os esportes mais populares na Geórgia são o futebol, basquete, rugby, judô e levantamento de peso. Historicamente, a Geórgia tem sido famosa por sua educação física. Os romanos ficaram fascinados com as qualidades físicas dos georgianos depois de ver as técnicas de treinamento da antiga Ibéria. As lutas continuam a ser um ramo do esporte historicamente importante na Geórgia, e alguns historiadores pensam que o estilo greco-romano de luta livre incorpora muitos elementos georgianos.
Dentro da Geórgia, um dos estilos mais popularizados de luta livre é o estilo cachetiano. Havia uma série de outros estilos no passado que não são tão amplamente utilizados hoje. Por exemplo, a região de Khevsureti tem três estilos diferentes de luta livre. Outros esportes populares na Geórgia do século XIX eram polo e Lelo, um jogo georgiano tradicional posteriormente substituído pelo rugby.
O primeiro e único circuito de corrida na região do Cáucaso está localizado na Geórgia. O Circuito de Rustavi, originalmente construído em 1978, foi reaberto em 2012 após a reconstrução total do motorpark. A trilha satisfaz os requisitos da Federação Internacional do Automobilismo (FIA) e atualmente hospeda uma série de corridas automotivas Legends Car e as competições Formula Alfa.
O basquete também é um dos esportes praticados na Geórgia, e alguns membros notáveis da antiga seleção nacional de basquete masculino da União Soviética eram originários do país, como Otar Korkia, Mikhail Korkia, Zurab Sakandelidze e Levan Moseshvili. O BC Dinamo Tbilisi ganhou a prestigiada competição da Euroliga em 1962. A Geórgia tinha cinco jogadores na National Basketball Association: Vladimir Stepania, Jake Tsakalidis, Nikoloz Tskitishvili, Tornike Shengelia e Zaza Pachulia. Outros jogadores de basquete notáveis são o bicampeão da Euroliga Giorgi Shermadini e os jogadores da Euroliga Manuchar Markoishvili e Viktor Sanikidze. O esporte está recuperando sua popularidade no país, com a Seleção Georgiana de Basquetebol tendo atingido bons resultados no EuroBasket nos últimos anos.

### Feriados
| Data           | Nome em português                                                                   | Nome local | Observações |
| -------------- | ----------------------------------------------------------------------------------- | --- | --- |
| 1 de janeiro   | Ano novo                                                                            | ახალი წელი axali tseli | |
| 7 de janeiro   | Natal Ortodoxo                                                                      | ქრისტეშობა k'risteshoba | |
| 19 de janeiro  | Batismo de Jesus Cristo                                                             | ნათლისღება natlisgh'eba | |
| 3 de março     | Dia das Mães                                                                        | დედის დღე dedis dgh'e | |
| 8 de março     | Dia Internacional da Mulher                                                         | ქალთა საერთაშორისო დღე k'alt'a saert'ashoriso dgh'e | |
| 9 de abril     | Dia da Unidade Nacional                                                             | ეროვნული ერთიანობის დღე erovnuli ert'ianobis dgh'e | Relembram o trágico dia onde crianças georgianas foram mortas por soldados soviéticos na Avenida Rustaveli de Tiblíssi.                                                                                 |
| Móvel          | Sexta-feira Santa ortodoxa, Domingo de Ressurreição e Segunda-feira da Semana Santa | სააღდგომო დღეები – წითელი პარასკევი, დიდი შაბათი, ბრწინვალე აღდგომა და ორშაბათი saagh'dgomo gh'eebi – ts'it'eli paraskevi, didi shabat'i, brts'q'invale agh'dgoma da orshabat'i | Na Segunda-feira de Semana Santa a Iglesia Ortodoxa Georgiana faz um celebração pelos mortos. |
| 9 de maio      | Dia da vitória sobre o Fascismo                                                     | ფაშიზმზე გამარჯვების დღე - p'ashizmze gamardzhvebis dgh'e | |
| 23 de maio     | Dia de Santo André                                                                  | ანდრიობა andrioba | Celebração do dia do Apóstolo André, fundador da Igreja Ortodoxa Georgiana |
| 26 de maio     | Dia da Independência                                                                | დამოუკიდებლობის დღე damoukideblobis dgh'e | Em 26 de maio de 1918, o Conselho Nacional da Geórgia declarou a independência dos georgianos e a criação da República democrática de Georgia. Sua autonomia foi restaurada 117 anos antes (desde 1801) |
| 28 de agosto   | Morte da Teótoco                                                                    | მარიამობა mariamoba | |
| 14 de outubro  | Dia da Catedral de Svetitskhoveli (em Mtsjeta)                                      | სვეტიცხოვლობა svetitsjovloba | Celebração da primeira igreja cristã na Geórgia. |
| 23 de novembro | Dia de São Jorge                                                                    | გიორგობა giorgoba | São Jorge (em georgiano: წმინდა გიორგი, Tsminda Giorgi) é o santo patrono da Geórgia. |